# Exarcado de Rávena
El exarcado de Italia (en latín: Exarchatus Italiae), también conocido como exarcado de Rávena (Exarchatus Ravennatis), fue una circunscripción administrativa del Imperio Romano de Oriente que comprendía, entre los siglos VI y VIII, los territorios bajo la jurisdicción del exarca de Italia (exarchus Italiae) que residía en Rávena. El término se utiliza en historiografía en un doble sentido: en sentido estricto, exarcado se refiere al territorio bajo la jurisdicción directa del exarca, es decir, al área de la capital Rávena, pero en sentido amplio se utiliza principalmente para designar el conjunto de todos los territorios bizantinos en la Italia continental y peninsular, que según las fuentes legales de la época constituían la llamada Provincia Italiae, basándose en el hecho de que ellos también, al menos hasta finales del siglo VII, caían bajo la jurisdicción del exarca y estaban gobernados por duces o magistri militum bajo su dependencia.
El exarcado fue instituido hacia el 584, año en el que se atestigua por primera vez la presencia de un exarca en Rávena, como consecuencia del permanente estado de guerra con los lombardos (que mientras tanto habían arrebatado a los bizantinos aproximadamente dos tercios de la Italia continental y peninsular), que necesariamente supuso la militarización de la Italia bizantina. Las necesidades bélicas empujaron a los comandantes militares a centralizar el poder, socavando así a las autoridades civiles, que ya no atestiguan las fuentes de la segunda mitad del siglo VII. De esta manera desapareció la separación de poderes civiles y militares introducida por Diocleciano y Constantino I. La Italia bizantina fue subdividida en varias circunscripciones militares gobernadas por duces o magistri militum dependientes del exarca de Italia, el gobernador militar con plenos poderes elegido por el emperador entre sus generales o funcionarios de confianza para gobernar y defender los territorios italianos restantes. Estas circunscripciones evolucionaron gradualmente hasta convertirse en verdaderos y propios ducados cada vez más autónomos.
A partir de la segunda mitad del siglo VII, las tendencias autonomistas de las aristocracias locales y siempre el creciente papel político temporal de la Iglesia de Roma condujeron a un debilitamiento progresivo de la autoridad imperial en Italia. La Italia bizantina se había fragmentado en una serie de ducados autónomos fuera del control efectivo del exarca, cuya autoridad ya no se extendía más allá de la zona de Rávena. Los conflictos fiscales y religiosos entre el papado y Bizancio aceleraron la desintegración del exarcado. Los ejércitos, reclutados entre la población local, tendían a defender al pontífice y no dudaban en volverse contra el exarca si conspiraba contra el papado. Los lombardos aprovecharon esto para ampliar sus conquistas en un intento de unificar Italia bajo su dominio. El exarcado cayó en 751 con la conquista lombarda de Rávena a manos del rey lombardo Astolfo (r. 749-756) y la ejecución del último exarca.

## Historia

### Antecedentes
El emperador Honorio había instalado la capital en Milán, pero cuando los visigodos invadieron Italia en 402, la trasladó en 404 a la ciudad costera de Rávena, protegida por pantanos y con un abrigado puerto con acceso al Adriático y al Imperio de Oriente. La ciudad continuó siendo el centro del Imperio romano de Occidente hasta su desaparición en 476, momento en que se convirtió en la capital primero del reino de Odoacro y luego de los ostrogodos, bajo Teodorico, rigiendo el territorio de Italia, Galia Cisalpina, Dalmacia y Sicilia. En 540, en el curso de la agresiva política de la recuperatio Imperii, Justiniano, envió al general Belisario a reconquistar el reino ostrogodo de Italia, restaurando tras más de medio siglo de control bárbaro los territorios de Dalmacia, Sicilia y la península itálica, incluyendo la ciudad de Roma, en el territorio del imperio. Reclamado Belisario a Persia, Rávena sería recuperada por los ostrogodos y vuelta a conquistar de nuevo por el general Narsés en 552, que había reemplazado a Belisario por voluntad del emperador celoso de su poder. 
A causa de la invasión longobarda, que comenzó en 568, Rávena pasó a ser posteriormente la sede del exarcado imperial. El exarcado se organizó durante el reinado del emperador Mauricio (582-602). Exarcado significa literalmente «territorio de fuera», ya que tras las pérdidas territoriales acaecidas a la muerte de Justiniano, dicho territorio había quedado aislado por tierra del resto del imperio.

### En lucha contra los lombardos

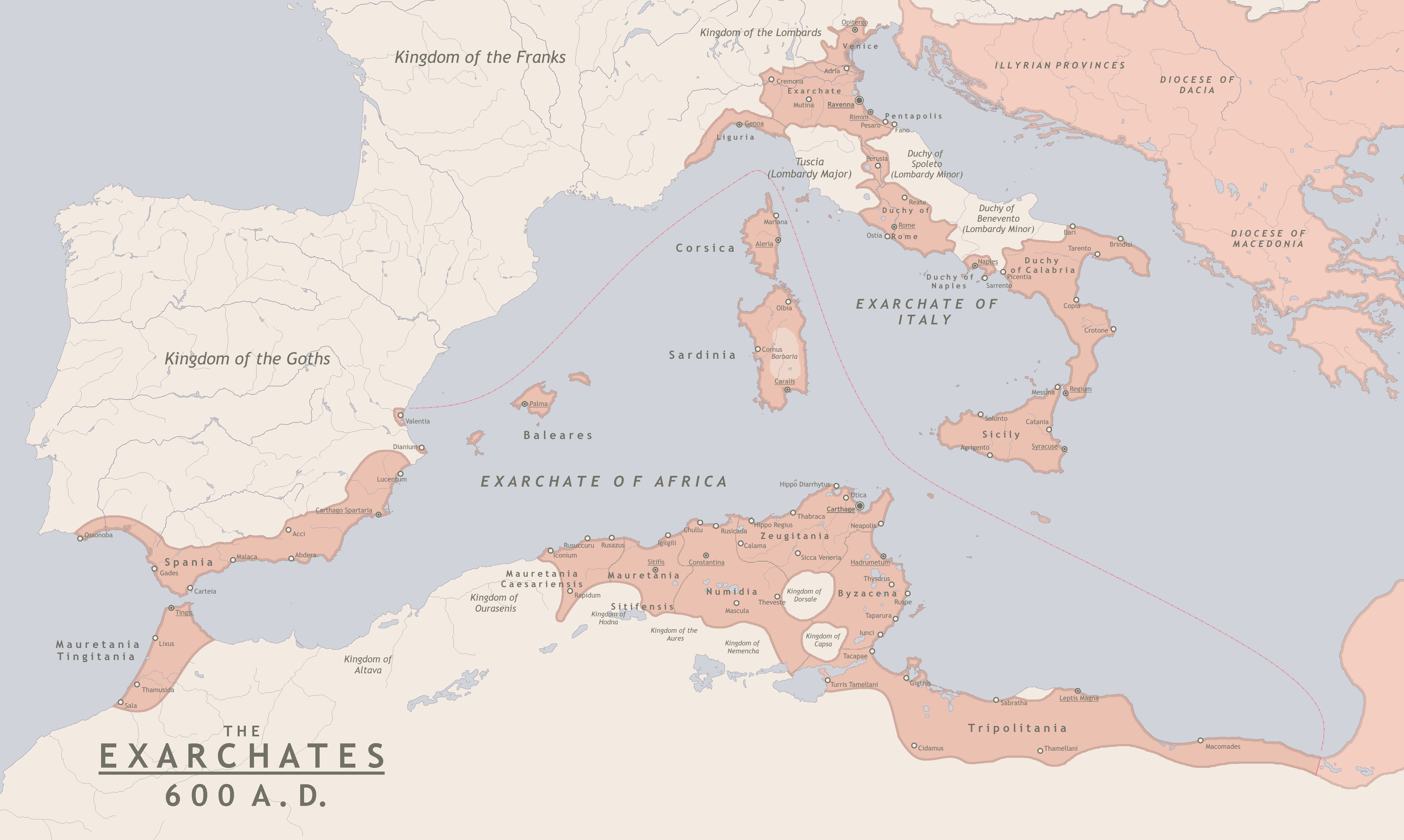
El Exarcado de Ravena y el de África en el año 600.

Al frente del exarcado estaba el exarca, representante del emperador, que asumía tanto el poder civil como el militar dentro del territorio. El territorio bajo dominio efectivo del exarca se extendía por la costa adriática de Italia desde Venecia en el norte hasta las Marcas. El resto de los territorios bizantinos de la península italiana no estaba bajo la autoridad directa del exarca, sino bajo el gobierno de duques o magistri militum. Las islas no pertenecían al exarcado: Sicilia constituía una unidad administrativa diferente, en tanto que Córcega y Cerdeña dependían del Exarcado de Cartago. 
Los lombardos establecieron su capital en Pavía, desde donde controlaban el valle del Po. Algunos guerreros penetraron por su cuenta más hacia el sur y fundaron los ducados de Spoleto y Benevento. La creación de estos ducados dificultó las comunicaciones de Rávena con los territorios bizantinos de la Italia meridional, haciendo más precario el poder de Bizancio en la península. Durante el siglo VII, el Exarcado fue perdiendo territorios en beneficio de los lombardos: Piamonte, Lombardía, Véneto, Toscana y gran parte del sur de Italia pasaron al poder de los lombardos, así como Liguria (en 640). Roma, nominalmente bajo la autoridad del exarca, era en la práctica regida por el papa, y la división entre la cristiandad oriental y occidental motivada por la querella iconoclasta, llevó a la rivalidad entre el papa y el patriarca de Constantinopla.
En torno al año 740, en vísperas de su final, el Exarcado controlaba apenas Istria (excepto la laguna de Venecia, que comenzaba a configurarse como una ciudad-estado independiente), Ferrara, Rávena con la Pentápolis y Perugia.

### Desaparición
Durante los siglos VII y VIII, la posición del exarca fue haciéndose más difícil, debido a la amenaza de los lombardos y los francos, aun así Rávena continuó siendo la sede del exarcado hasta la revuelta del 727 contra los emperadores iconoclastas. El último exarca fue asesinado por los lombardos en 751. El exarcado se transformó en el Catapanato de Italia, con capital en Bari, ciudad que fue conquistada por los árabes en 858 y recuperada por Bizancio en 878. 
Cuando en 754 los francos expulsaron a los lombardos, el papa Esteban II (p. c.715-757) reclamó el exarcado. Su aliado, Pipino el Breve, rey de los francos, donó los territorios conquistados del antiguo exarcado al Papa en 756. Esta donación, confirmada posteriormente por Carlomagno (774), constituye el inicio del poder temporal del Papado, conocido como Patrimonio de San Pedro. Cuando Sicilia fue conquistada por los árabes en el siglo X, los restos del poder bizantino en Italia se organizaron en los temas de Calabria y Longobardia minor, con capital en Bari y gobernados por altos oficiales militares, los catapanes. Istria y la cabecera del Adriático fueron incorporados a Dalmacia.

### La prefectura de Italia desde Honorio hasta la reconquista de Justiniano

La Italia justiniana, erigida en 584 como exarcado (Cerdeña y Córcega formarán en cambio del Exarcado de África, junto con las Islas Baleares y las costas de África del Norte).

En el año 395 Teodosio I legó en herencia el trono del Imperio romano a dos hijos: Arcadio fue emperador de Oriente; Honorio  devendrá emperador romano de Occidente. Desde ese momento, el Imperio romano nunca volverá a tener un único soberano.
La Prefectura de Italia sufrió en el siglo V la invasión de los pueblos bárbaros: el primero en cruzar los Alpes fue Alarico I, rey de los visigodos. Llegó a Aquilea en el 401 y desde allí se dirigió a Milán, que sitió en 402. Honorio, al no sentirse seguro allí, se mudó a Rávena y estableció en la ciudad la nueva capital del Imperio de Occidente.
En el año 476 Rávena cayó debido a un golpe de Estado militar del general Odoacro quien, al frente de una milicia de mercenarios de hérulos, esciros, rugios y turcilingos (es decir, del componente germánico de las tropas imperiales), derrocó a Rómulo Augusto y se apoderó de la ciudad. El reino de Odoacro, el primer reino romano-bárbaro existente en Italia, duró poco: en 493 Odoacro fue derrotado por el rey de los ostrogodos, Teodorico el Grande, que se convirtió en el nuevo señor de Italia. El nuevo reino ostrogodo instaurado por Teodorico continuó manteniendo, como anteriormente, la organización provincial y estatal romana.
En torno a la mitad del siglo VI el emperador Justiniano I inició una impresionante serie de campañas para la reconquista del Imperio de Occidente y en particular de Italia. En la península el emperador comenzó la larga y sangrienta guerra contra los ostrogodos. En 540 se reconquistó Rávena, capital de los godos y sede de prefectura, y los bizantinos comenzaron a nombrar sus propios prefectos. La larga campaña no terminó hasta 552-554 con la expedición decisiva del general Narsés.
El 13 de agosto de 554, con la promulgación en Constantinopla por Justiniano de una pragmatica sanctio pro petitione Vigilii (Prammatica sanzione sulle richieste di papa Vigilio), la Prefectura de Italia, aunque aún no estaba completamente pacificada, cayó bajo dominio romano. La Sicilia y Dalmacia bizantinas quedaron sin embargo separadas de la prefectura de Italia: la primera no pasó a formar parte de ninguna prefectura, siendo gobernada por un pretor dependiente de Constantinopla, mientras que la segunda quedó agregada a la Prefectura del pretorio de Iliria. En consecuencia, al final del conflicto, se creó la prefectura de Italia, también llamada Provincia Italiae de la Pragmática Sanción, como para testimoniar una pérdida de importancia, había sido reducida sólo a la Italia continental y peninsular (Cerdeña y Córcega, conquistadas por los vándalos en el siglo V, después de la reconquista justiniana pasaron a formar parte de la Prefectura del pretorio de África).
Narsés permaneció todavía en Italia con poderes extraordinarios y también reorganizó el aparato defensivo, administrativo y fiscal. Para defender la prefectura fueron estacionados cuatro comandos militares, uno en Forum Iulii, uno en Trento, uno en la región de los lagos Maggiore y Como y finalmente uno cerca de los Alpes cocios y los Alpes grayos.

### Invasión longobarda

Italia después de la invasión de los lombardos en 568.

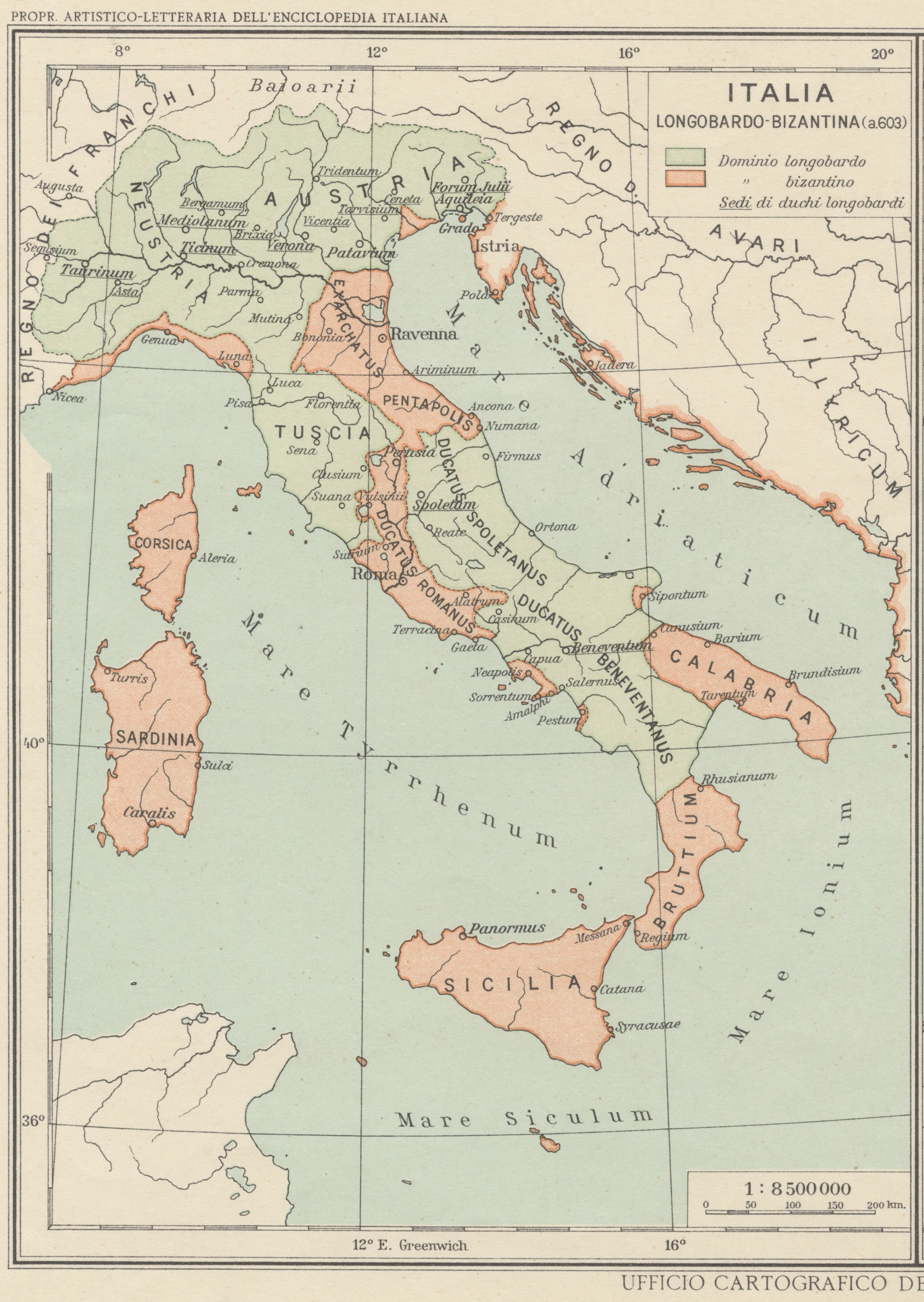
Mapa de Italia en torno al año 600 d. C.

En 568, el emperador Justino II destituyó a Narses tras las protestas de los romanos por la opresión fiscal bajo su gobierno, aunque pueden haber contribuido a la decisión las intrigas cortesanas o el deseo de poner fin a un gobierno extraordinario que había durado unos quince años, ya no necesario con el fin del los combates y la reconstrucción que estaba en marcha.(Ravegnani et al., 2004, p. 69) El hecho de que el sucesor de Narses, Longino, se recoja en las fuentes primarias(Diacono et al., 1878, p. II, 5) como prefecto, indicaria que habría gobernado Italia en calidad de prefecto del pretorio, aunque no se puede descartar que también fuera el general supremo de las fuerzas italo-bizantinas.(Ravegnani et al., 2004, p. 70)
Precisamente en el año 568, sin embargo, Italia fue invadida por los lombardos del rey Alboino (r. c. 563-572), en circunstancias un tanto oscuras debido a la laconicidad y fragmentación de las fuentes conservadas, que tienden a resumir los hechos de forma muy sumaria e insatisfactoria además de mezclar realidad y leyenda. Varias fuentes primarias de los siglos VII y VIII relatan la leyenda, que probablemente se originó a partir de la coincidencia temporal entre la deposición de Narses y el descenso de los lombardos que fácilmente se prestaron a un efecto de conexión causal, según el cual el general depuesto, por despecho, había invitado a los lombardos a descender sobre Italia. Tendencialmente los historiadores modernos tienden a considerar esta historia infundada, argumentando más bien que los lombardos habrían invadido Italia porque fueron presionados por el expansionismo de los ávaros. Algunos estudiosos, sin embargo, no rechazan del todo la leyenda de la invitación de Narsés, inclinándose por la conjetura, no verificable y no universalmente compartida pero no descartable, según la cual los lombardos habrían desembarcado en Italia con la autorización del gobierno bizantino que, al menos inicialmente, habría tenido la intención de utilizarlos como foederati para contener cualquier eventual ataque franco. En cualquier caso, según la versión relatada por Paolo Diacono (c. 710-799) —monje benedictino e historiador de los longobardos —, el día de Pascua del 568 Alboino entró en Italia. La población bárbara, habiendo atravesado los Alpes Julianos, conquistó primero Forum Iulii, lo que obligó a la guarnición militar bizantina, en pequeño número en comparación con los invasores, a replegarse primero a Grado, después sucesivamente, pasando por la Via Postumia, a Treviso, Vicenza y Verona. En septiembre de 569 los lombardos llegaron a Milán. Se han planteado varias hipótesis sobre las razones por las que Bizancio no tuvo fuerzas para reaccionar ante la invasión:
- el pequeño número de tropas italo-bizantinas;
- la falta de un estratega capacitado tras la destitución de Narses;
- la probable traición de los godos presentes en las guarniciones que, según algunas hipótesis, habrían abierto las puertas a los lombardos;
- la aversión de la población local hacia la política religiosa de Bizancio (cisma tricapitolino);
- la posibilidad de que fueran los propios bizantinos quienes invitaran a los lombardos al norte de Italia para utilizarlos como foederati;
- el estallido de una plaga y una hambruna que habían contribuido a debilitar al ejército italo-bizantino;
- la táctica prudente del ejército bizantino que en general prefiría evitar en la medida de lo posible el choque con el invasor, lo que habría implicado el riesgo de sufrir graves pérdidas en su personal, esperando a que los enemigos se retiraran con su botín, e intervenir solo cuando fuera necesario.

Así en los años setenta del siglo los lombardos situaron su capital en Pavía conquistando todo el norte de la Península excepto las costas de Liguria y del Véneto. En el centro y sur se formaron los ducados lombardos de Spoleto y Benevento, cuyos duques fundadores (Zottone en Benevento y Faroaldo en Spoleto) no parece que hayan llegado a Italia con Alboino, pero según algunas conjeturas —que ahora son mayoritarias— habrían llegado a Italia ya antes del 568, como foederati al servicio del Imperio permaneciendo en Italia después de la guerra gótica; sólo en 576, tras el fracaso de la expedición contra los lombardos del general bizantino Baduario, los foederati lombardos de Spoleto y Benevento se habrían rebelado contra Bizancio, formando estos dos ducados autónomos. Después del nacimiento de los dos ducados lombardos del sur, Roma ahora estaba abiertamente amenazada y en 579 fue asediada; el Senado romano envió solicitudes de ayuda al emperador Tiberio II (578-582), pero él, estando ocupado en el frente oriental, no pudo hacer más que aconsejar al Senado que sobornara con dinero a los duques lombardos para empujarlos a pasarse al lado del Imperio y luchar en Oriente al servicio de Bizancio contra Persia, o para comprar una alianza con los francos contra los lombardos.
Paolo Diacono, en el segundo libro de la Historia Langobardorum, divide la Italia de los lombardos en 18 regiones (que Pablo, en referencia al reino longobardo, llama provincias): Venecia e Istria, Liguria, Raetia primera y segunda, Cozia, Toscana, Umbría, Campania, Lucania, Emilia, Valeria y Norcia, Flaminia, Aurelia, Piceno, Sannio, Apulia y Calabria, Sicilia, Cerdeña y Córcega. 
Tras las conquistas de los lombardos, los territorios italianos que quedaron en manos bizantinas sufrieron una reorganización administrativa. La Descriptio orbis romani de Giorgio Ciprio, una obra geográfica escrita a principios del siglo VII, subdividió la Italia bizantina en cinco provincias o eparquía:

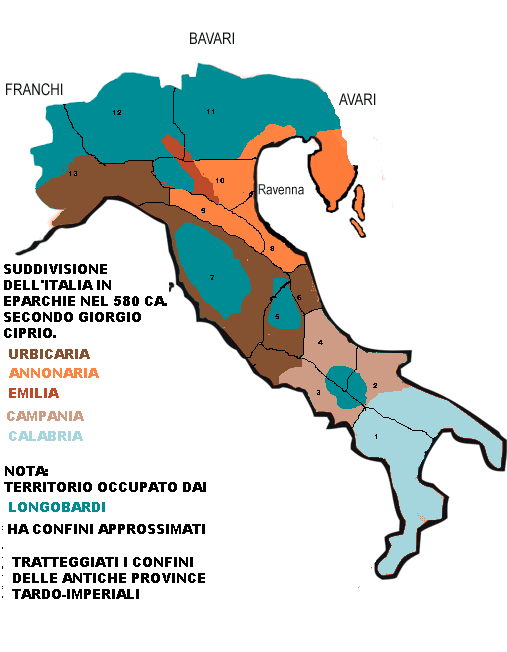
Mapa de Italia subdividida en eparquías en 580, basado en la reconstrucción de Pier Maria Conti, según Giorgio Ciprio.

- Urbicaria, comprendiendo las posesiones bizantinas en Liguria, Toscana, Piceno, el Alto Lazio, el valle del Tíber y el Lazio litoral ((incluida Roma);
- Annonaria, comprendiendo las posesiones bizantinas en Venecia e Istria, en Aemilia, en los Apeninos septentrionales y en la Flaminia;
- Aemilia, comprendiendo las posesiones bizantinas en la parte central de Aemilia, a las que se suma el extremo suroeste de Venecia (Cremona y zona limítrofe) y el extremo suroriental de la Liguria (con Lodi Vecchio);
- Campania, comprendiendo las posesiones bizantinas en la Campania costera, en el Sannio y en el norte de Apulia;
- Calabria, comprendiendo las posesiones bizantinas en Bruzio, en Lucania y en el resto de Apulia.

Algunos estudiosos, considerando fiable la Descriptio orbis romani de Giorgio Ciprio, han supuesto que la división de Italia en cinco eparquías sería fruto de una supuesta reforma administrativa de Italia implementada alrededor del año 580 por el emperador Tiberio II para reorganizar las defensas de los territorios bizantinos remanentes con la esperanza de hacerlos capaces de resistir los asaltos de los lombardos, habiendo renunciado ya a cualquier ambición de expulsarlos de la península tras el fracaso de los intentos anteriores; tal reorganización, en su opinión, habría prefigurado el establecimiento del exarcado que tuvo lugar unos años más tarde. Otros estudiosos (como Cosentino), sin embargo, han cuestionado la existencia de esta supuesta reforma administrativa, considerando poco fiable el apartado relativo a Italia en el trabajo de Giorgio Ciprio sobre la base del hecho de que este último, siendo probablemente armenio, probablemente estaba mal informado sobre Italia y pudo haber extraído o deducido la división de Italia en cinco eparquías de fuentes desorganizadas no directamente atribuibles a la cancillería imperial; por otro lado, según Cosentino, la presunta división de Italia en cinco eparquías estaría en contradicción con testimonios italianos contemporáneos, como las cartas del papa Gregorio I (p. 590-604) y los epígrafes.

### La reforma mauriciana: el nacimiento de exarcado
drocLa invasión lombarda aceleró la tendencia, ya en marcha bajo el reinado de Justiniano I (r. 527-565), de centralizar la autoridad civil y militar en manos de una única persona, superando la división de poderes entre el prefecto del pretorio y el magister militum introducida por Diocleciano y Constantino I. Ya bajo el reinado de Justiniano, los cargos de prefecto del pretorio de África y de magister militum Africae fueron ocupados en varias ocasiones simultáneamente por la misma persona, quien efectivamente se convirtió en la máxima autoridad civil y militar de la prefectura del pretorio de África. En Italia, sin embargo, Justiniano mantuvo la división de los poderes civil y militar en dos personas distintas, pero en cualquier caso el generalísimo (strategos autokrator), que el emperador había enviado a Italia para dirigir las operaciones bélicas contra los ostrogodos , tenía preeminencia sobre el prefecto del pretorio. Incluso bajo los sucesores de Justiniano esta tendencia continuó. Probablemente el prefecto del pretorio de Italia Longino también había sido nombrado generalísimo de las fuerzas armadas estacionadas en la península; también se puede suponer que Baduario, a su llegada a Italia en 576 para luchar contra los lombardos, había recibido el cargo de strategos autokrator. A partir del año 584, como atestiguan concordantemente las fuentes, la máxima autoridad militar de la Italia bizantina llevaba el título de exarca. La primera mención del exarca de Italia se encuentra en una carta del papa Pelagio fechada el 4 de octubre de 584. La carta en un punto menciona al patricio Decio; en otra parte habla del exarca, sin aclarar si en realidad se refería a la misma persona. Varios eruditos señalan a Decio como el primer exarca conocido. Otros son más cautelosos y afirman que Decio era un senador romano enviado en una embajada ante el exarca. En la misma carta se comprende cómo Rávena estaba en peligro ya que se afirma que el Exarchus no pudo ofrecer ayuda a Roma contra los lombardos ya que apenas podía defender su ciudad.
En el pasado, estudiosos como Ostrogorsky habían asumido que la creación del exarcado se debió a una reforma específica atribuible al emperador Mauricio (582-602) destinada a detener la invasión lombarda haciendo que los territorios restantes en Occidente fueran capaces de autodefenderse. A instancias del Emperador «la administración sea militar o política fue confiada a los exarcas», inaugurando «el período de militarización de la administración bizantina» y anticipando «el sistema de themas». Más recientemente esta tesis historiográfica ha sido cuestionada por otros autores, como Ravegnani y Borri, según los cuales la supuesta "reforma" habría consistido simplemente en el cambio de nombre de la máxima autoridad militar de la Italia bizantina a exarca, cuyos poderes no diferían de los del generalísimo (strategos autokrator) de la época justiniana. De hecho, las autoridades civiles no desaparecieron inmediatamente, como lo atestiguan las cartas del papa Gregorio I. Estaban de hecho subordinados a la autoridad militar, «un fenómeno ya en marcha durante la época justiniana e inevitable consecuencia de la preeminencia de las necesidades militares en una región como Italia, sujeta a un casi estado de guerra permanente». Se puede concluir, por tanto, que no hubo ninguna reforma de Mauricio capaz de abolir la separación de poderes civiles y militares, y que la preeminencia de las autoridades militares sobre las civiles no era nada nuevo, estando vigente en la península desde la tiempos de Justiniano debido a los continuos conflictos primero con los ostrogodos y luego con los lombardos.
La perturbación debida a las conquistas lombardas condujo necesariamente a una reorganización de la Italia bizantina en ducados, un proceso que comenzó a finales del siglo VI pero que sólo puede decirse que concluyó en la segunda mitad del siglo VII; sin embargo, no fue una reforma coordinada por el gobierno central, sino más bien el resultado de una práctica administrativa empírica implementada por mandos locales. Bajo el reinado de Mauricio, la Italia bizantina (llamada convencionalmente "exarcado" por la historiografía moderna, incluso aunque los documentos oficiales continuaran usando la denominación de Provincia Italiae) ya reducida a aproximadamente un tercio de su extensión original, incluía los siguientes territorios, en su mayoría costeros: 

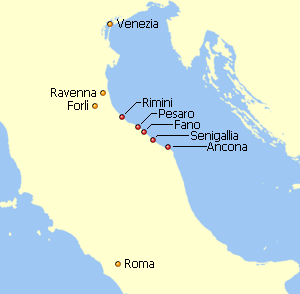
Las ciudades del Exarcado y de la Pentápolis.

- el Exarcado propiamente dicho, que corresponde aproximadamente a la actual Emilia-Romaña, limitado al norte por los ríos Po, Tartaro y Adige, al oeste por el Panaro y al sur por los Apeninos;
- las dos Pentápolis, la marítima (Rimini, Pesaro, Ancona, Senigallia y Fano) y la alimentaria (Gubbio, Cagli, Urbino, Fossombrone y Jesi);
- el corredor bizantino o ducado de Perugia, constituido por una serie de fortalezas a lo largo del Valle del Tevere cuya posesión era fundamental para garantizar las conexiones entre Roma y Rávena;
- el Ducado de Roma, comprendiendo parte del Lacio;
- la costa de la Liguria y de la Lunigiana, constituyendo la Provincia Maritima Italorum según la Cosmografia ravennate del siglo VII;
- Istria y parte de la Venecia;
- las costas desde Abruzzo da Pescara a Vasto, perdidas en el siglo VII;
- el Ducado de Nápoles (comprendiendo la costa de la Campania dal Volturno hasta la península amalfitana);
- Apulia, el Bruzio y la costa de la Lucania (en el siglo VII, tras la pérdida de la Lucania y de parte de la Apulia y del Bruzio, los territorios residuales habrían constituido el Ducado de Calabria).

Al estar involucrado en otros frentes contra enemigos temibles como los ávaros y sasánidas, Mauricio no pudo enviar refuerzos sustanciales a Italia y decidió frenar la expansión lombarda, ya fuese sobornando a algunos duques para atraerlos a su lado o estipulando una alianza con los francos, que tendrían que invadir el reino lombardo en cooperación con las pequeñas tropas bizantinas. El rey de los francos Childeberto II invadió el territorio lombardo por primera vez en el año 584, pero los lombardos lograron obtener su retirada pagando un tributo. Fue precisamente a causa de esta incursión que los lombardos decidieron elegir un nuevo rey en Autario (584-590) después de diez años de interregno y anarquía («periodo dei Duchi»). Una segunda invasión franca, que tuvo lugar al año siguiente, no dio frutos debido a la desunión del ejército invasor. Mientras tanto, Autari conquistó Brescello; el castrum estaba defendido por Droctulfo, un duque lombardo que pasó al servicio del Imperio, que hacia el año 585 logró recuperar para Bizancio Civitas Classis, el puerto de Rávena. En el mismo año el exarca Esmaragdo, puesto en dificultades por la derrota de los francos y por la ofensiva lombarda, firmó una primera tregua, que duró tres años, con los lombardos. En 588 los francos invadieron el reino lombardo por tercera vez, Sin embargo, fueron derrotados rotundamente por el ejército de Autari, que ese mismo año también atacó las posesiones imperiales conquistando el enclave bizantino de la isla de Comacina.
Mientras tanto, en materia religiosa, se producía por aquellos años una profunda crisis conocida como Cisma de los Tres Capítulos. El contraste lo provocó la condena, con motivo del Quinto Concilio ecuménico de 551 por parte del emperador Justiniano I, de los escritos de tres teólogos orientales, acusados de estar próximos al nestorianismo. Roma se había conformado a la voluntad imperial, pero en Italia los arzobispos de Milán y Aquileia se negaron a obedecer y ya no se consideraban en comunión con los obispos que habían aceptado la decisión imperial. Poco después Milán volvió sobre sus pasos, pero Aquileia se mantuvo firme en sus intenciones proclamándose Patriarcado y los lombardos lo aprovecharon para apoyar al patriarca de Aquileia. En 587 la cuestión estalló cuando el Patriarca de Aquileia fue arrestado en Grado, donde tenía su sede, junto con algunos obispos de Istria, por orden del exarca Esmaragdo, y luego permaneció encarcelado en Rávena durante aproximadamente un año, donde se vio obligado a volver a la obediencia. Una vez liberado y devuelto a Grado, sin embargo, volvió a rebelarse, fomentando las protestas de los obispos dependientes del Patriarcado de Aquileia por la actitud de Esmaragdo y el exarca fue rellamado a Constantinopla.
Giuliano ocupó su lugar y, muy probablemente, permaneció en el cargo durante algunos meses.

### El pontificado de Gregorio I

Los territorios bizantinos a principios del siglo VII, tras las conquistas del soberano lombardo Agilulfo.

Después de Juliano, el cargo de exarca fue asumido por Romano, quien reanudó las operaciones bélicas contra los lombardos. En el año 590 se hizo una alianza con los francos de Childeberto II, con el objetivo de aniquilar a los lombardos. El rey franco envió un ejército a Italia, parte del cual se dirigió hacia Verona, mientras que los bizantinos, liderados por el exarca, atacaron a los lombardos, conquistando Altino, Módena y Mantua y obteniendo la sumisión de los duques lombardos de Parma, Reggio y Piacenza. Sin embargo, después de los éxitos iniciales, justo cuando los lombardos estaban a punto de ceder, de repente los francos regresaron a casa, sólo para nunca más. regresar al campo de guerra; según la Historia Francorum de Gregorio de Tours se vieron obligados a retirarse por una epidemia de disentería. Sin embargo, el exarca continuó la ofensiva, obteniendo la sumisión del duque de Friuli Gisulfo, mientras las tropas bizantinas, asistidas por mercenarios lombardos bajo el mando de su compatriota Nordulf, reconquistaron varias ciudades. Con la retirada de los francos, sin embargo, no fue posible asediar Pavía y por ello Romano escribió una carta llena de desdén al rey Childeberto II en la que le rogaba que enviara el ejército franco de regreso a Italia para reanudar la campaña desde donde había sido interrumpida, con la condición de que sus guerreros esta vez se abstuvieran de realizar saqueos y deportaciones contra las poblaciones italianas y de incendiar edificios y que, efectivamente, los prisioneros de la campaña anterior fueran devueltos. La carta, sin embargo, resultó inútil: de hecho, los francos nunca regresaron al campo de batalla y, por lo tanto, se perdió la última oportunidad para que Bizancio expulsara a los lombardos y reconstituyera la unidad de la península. El exarcado recuperó algo de terreno, pero los limitados éxitos logrados fueron efímeros: de hecho, los duques que se habían sometido rápidamente regresaron leales al nuevo rey lombardo Agilulfo, elegido en 591 tras la muerte de su predecesor Autari el año anterior, y las ciudades recuperadas se perdieron nuevamente a principios del siglo VII.
Mientras tanto, en el año 590, había ascendido al trono pontificio papa Gregorio I, quien, ante la inacción del poder imperial (que le negó cualquier ayuda concreta en la defensa de Roma), desde el principio tomó iniciativas que iban más allá de sus propias competencias jurisdiccionales, por ejemplo iniciando, contra el consentimiento del exarca, negociaciones de paz con los lombardos, con el fin de aliviar el sufrimiento de la población romana: así comenzó la actividad política y temporal de la iglesia de Roma. Además, en 591, el duque de Spoleto Ariulfo, tan pronto como ascendió al ducado, comenzó a llevar una política expansionista en detrimento de los bizantinos, conquistando las ciudades del corredor umbro que conectaba Roma con Rávena y luego sitiando la Ciudad Eterna en el año 592, de la que se retiró sólo después de haber extorsionado un tributo a la ciudad atacada (pagado por el pontífice a sus expensas). Mientras tanto, Nápoles también estaba amenazada por los lombardos de Benevento. Romano no intervino para ayudar a Roma, a pesar de las peticiones de ayuda del papa Gregorio I, quien, tras el asedio, escribió al arzobispo de Rávena, Juan, quejándose del comportamiento del exarca, que «rechaza combatir contra nuestros enemigos y nos prohíbe hacer la paz». Sin embargo, los conflictos entre Gregorio y Romano también fueron de carácter religioso, dado que desde 591 el exarca implementó una política conciliadora hacia los cismáticos de Aquilea, contrariamente a los deseos del pontífice.

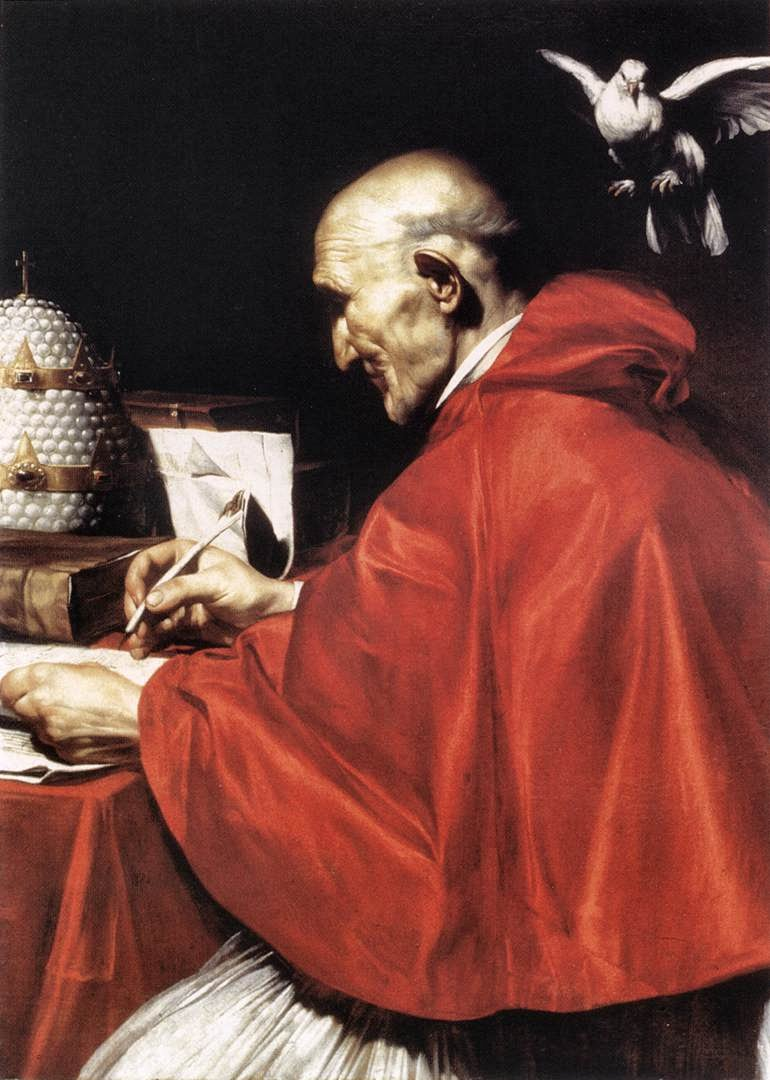
El papa Gregorio I fue uno de los opositores a la política del exarca Romano.

En 592 Romano, al enterarse de que el papa Gregorio estaba en negociaciones con el ducado de Spoleto para una paz separada, decidió romper las negociaciones, un poco porque no toleró la insubordinación del Pontífice, que trataba con el enemigo sin ninguna autorización imperial, un poco porque concluir la paz en ese momento habría reconocido el corredor de Umbría en manos lombardas, lo que el exarca no pretendía que sucediera. Por tanto, hacia finales del 592, el exarca, partiendo de Rávena, llegó a Roma por mar y desde la Ciudad Eterna se dispuso a reconquistar las ciudades del Corredor umbro: tras una breve campaña, logró liberarlas. Esta iniciativa, como era de esperar, rompió las negociaciones de paz que el papa Gregorio había iniciado con los lombardos, provocando un empeoramiento aún mayor de las relaciones con el pontífice, que luego se quejó del comportamiento del exarca, que había impedido que se alcanzara una tregua «sin ningún gasto para el Imperio» con los lombardos. Sin embargo, la campaña de Romano no sólo generó la indignación del pontífice, sino también la reacción del rey Agilulfo, quien en el año 593 marchó desde Pavía en dirección a Perugia, donde ejecutó al traidor duque lombardo Maurisione, culpable de haber entregado la ciudad al Imperio, y luego sitió Roma, de la que sólo se retiró después de haber extorsionado un tributo de 5000 libras de oro. En cualquier caso, Perugia fue reconquistada por tropas imperiales inmediatamente después, quizás en 594.
El papa Gregorio continuó insistiendo en la paz, tratando de convencer a Severo, uno de los funcionarios (con el cargo de escolástico) de Romano, de persuadir al exarca para que firmase una tregua con los lombardos, pero sin ningún resultado apreciable; de hecho, sus intentos sufrieron la desaprobación del emperador Mauricio, quien en una carta ofendió al pontífice definiéndolo como ingenuo al creer que el duque de Spoleto Ariulfo realmente pretendía pasar al servicio del Imperio; en la irritada respuesta, Gregorio aconsejó a Mauricio que tuviera cuidado con los malos consejeros, que estaban arrastrando a Italia hacia la ruina, y que, en cambio, buscara un acuerdo con los invasores. Frustrado por el fracaso de sus esfuerzos, el Papa Gregorio, en una carta escrita al obispo de Sirmio en la primera mitad del año 596, se quejaba del exarca romano, «cuya malicia es aún peor que las espadas de los lombardos, hasta el punto de que los enemigos que nos masacran parecen suaves en comparación con los jueces de la República que nos consumen con la rapina». Mientras tanto, en ese mismo año, los lombardos de Benevento devastaron Campania y Brucio, tomando muchos prisioneros que tuvieron que ser rescatados por el pontífice a sus expensas.
Después de la muerte de Romano (596), Callinico se convirtió en exarca, quien demostró ser mucho más maleable que su predecesor. Con él, gracias a la mediación del papa Gregorio, en 598 se alcanzó una tregua, aunque "armada", de dos años de duración, con el rey lombardo Agilulfo. En 601, sin embargo, el exarca aprovechó la rebelión de los duques lombardos del Friuli y de Trento capturando a la hija del rey junto con otros miembros de la familia. Los lombardos reaccionaron rápidamente y conquistaron Mantova, Cremona, Padova y Monselice.
En 603 Esmaragdo regresó al gobierno de Rávena y una vez más apoyó al papa en la lucha contra los cismáticos tricapitalinos. El nuevo exarca, no pudiendo esperar ayuda de Oriente, no pudo evitar firmar una tregua contra los lombardos que se renovó año tras año hasta el final del reinado deAgilulfo. Mientras tanto, en el año 604, murió el papa Gregorio.

### Reinados de los emperadores Focas (602-610) y Heraclio (610-641)

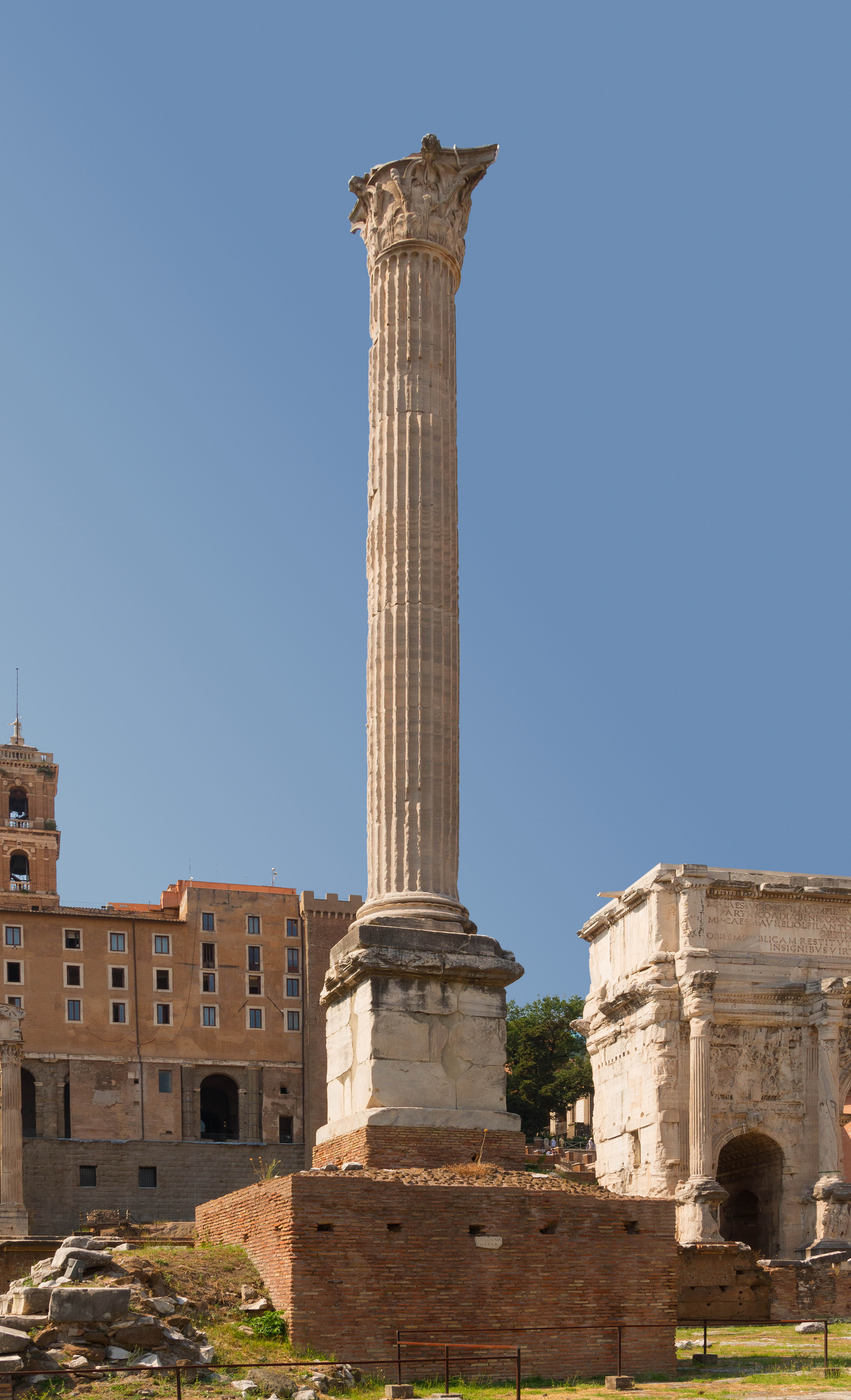
La Columna de Focas en el Foro romano, sobre la que una vez estuvo una estatua del emperador,

En 605, una vez expirada la tregua de dos años, los lombardos ocuparon Bagnoregio y Orvieto, tras lo cual la tregua fue renovada por un año y, una vez expirada, por otros tres años.
En 606, por intervención de Esmaragdo, fue elegido en Grado un nuevo Patriarca, favorable a Roma: este acontecimiento provocó una nueva fractura en la Iglesia, con la elección en Aquileia de otro patriarca que aún defendía tesis cismáticas, apoyado por los lombardos. Aunque el cisma se recompusó a finales del siglo VII, en realidad la separación entre los dos patriarcados de Venecia estaba destinada a durar muchos siglos.
Esmaragdo permaneció en el cargo al menos hasta el año 608, cuando está atestiguado por última vez en las fuentes (epígrafe CIL VI, 1200 sobre la dedicación de una estatua en honor de Phocas en Roma); se cree que fue reemplazado, bajo Focas o bajo Heraclio, por un tal Focio, del que no se sabe nada más. Mientras tanto, en Bizancio Heraclio I, depuesto Focas, se convirtió en Imperatore romano. Inició una serie de reformas que cambiaron significativamente la fisonomía del Estado romano-oriental, hasta el punto de que en 629 el título imperial cambió de ser Imperator Caesar Augustus - Aυτοκράτωρ Kαîσαρ Aΰγουστος (Emperador César Augusto) a Bασιλεύς (Rey). En Rávena, bajo el reinado de Heraclio, se convirtieron en exarcas, sucesivamente, Giovanni, Eleuterio e Isacio.
El exarca Juan I Lemigio continuó renovando la paz con los lombardos. La falta de pago de los soldados, sin embargo, provocó una grave revuelta en el ejército en Rávena en el año 616, en la que quizás también tuvo que participar la población, exacerbada por un fiscalismo excesivo, que provocó el asesinato del exarca Juan. Casi al mismo tiempo Nápoles también se rebeló, eligiendo un gobernante autónomo de Bizancio, Giovanni Consino. El emperador Heraclio reaccionó inmediatamente: envió a su cubiculario Eleuterio, nombrado exarca, con un pequeño ejército para sofocar las sediciones en Italia. La revuelta de Rávena fue reprimida con extrema dureza, ejecutando a los alborotadores,.</ref> y luego el exarca se dirigió con el ejército en dirección a Nápoles y, tras detenerse en Roma, donde fue recibido calurosamente por el papa Adeodato I, aplastó también la revuelta napolitana de Giovanni Consino, que fue ejecutado, junto con su seguidores, por orden de Eleuterio.
Al regresar a Rávena, pagó a los soldados la roga, o el salario atrasado, y, según el biógrafo del papa Adeodato, esto determinó la vuelta de la paz a Italia, señal de que los disturbios se debían a un retraso en las pagas.Después de haber reprimido las revueltas internas, entre 617 y 619 Eleuterio pasó a la ofensiva contra los lombardos, presumiblemente creyendo que atravesaban un período de especial vulnerabilidad debido a la muerte del rey Agilulfo, al que sucedió en 616 su hijo menor Adaloaldo bajo la regencia de su madre Teodolinda; sin embargo, el exarca fue derrotado repetidamente por el duque Sundrarit y se vio obligado a pagar un tributo de 500 libras de oro a cambio de la paz. En 619, poco antes de la ordenación del nuevo pontífice Bonifacio V, Eleuterio decidió usurpar la púrpura, proclamándose emperador romano de Occidente: según el erudito Bertolini, la intención del exarca rebelde era «devolver a Italia un imperio independiente, igual en rango al imperio en Oriente», aunque no se puede descartar, como afirma T.S. Brown, que «sus ambiciones contemplaban sólo el establecimiento, en la Italia bizantina, de un gobierno autónomo». En aquella época era costumbre que el nuevo emperador fuera coronado por un miembro del clero, pero el arzobispo de Rávena Juan IV, por quien Eleuterio pretendía ser coronado, evitó asumir esta responsabilidad, tal vez por miedo a provocar la ira de Heraclio, en caso de que la usurpación hubiera sido reprimida, aconsejó al exarca rebelde que, en cambio, fuera coronado por el papa en el antiguo Caput Mundi. Esta reconstrucción de los hechos, sin embargo, fue cuestionada por Bertolini, para quien «la coronación por un obispo —incluso el de Rávena o el de Roma— no habría tenido, porque era completamente ajena a las tradiciones constitucionales del Imperio, la capacidad jurídica de legitimar una usurpación». Según Bertolini, el arzobispo de Rávena aconsejó a Eleuterio ir a Roma para obtener el reconocimiento del Senado romano que tenía la «capacidad jurídica para validar la proclamación de un nuevo emperador». Sin embargo, no es seguro que todavía existiera en Roma en el año 619 el Senado, institución ya en plena disolución hacia finales del siglo VI y atestiguada por última vez en el año 603. En cualquier caso, Eleuterio, tomando el consejo, inició los preparativos para el viaje. Según el estudioso Classen, fue «la primera marcha de coronación en Roma en la historia del mundo». Durante la marcha hacia la ciudad, sin embargo, el exarca rebelde fue asesinado cerca de Castrum Luceolis (fortaleza situada entre Gubbio e Cagli) por los soldados restantes leales a Heraclio.

El exarcado a mediados del, tras las conquistas del rey lombardo Rotario.

Después de un breve período de 619 a 625 en el que el "patricio Gregorio" fue quizás exarca quien según Paolo Diacono fue culpable del asesinato a traición de los duques de Friuli Tasone e Caco, en el año 625 llega a Rávena un nuevo exarca, Isacio, de linaje armenio, probablemente perteneciente a la casa de los Kamsarakan. Apenas llegado, el exarca recibió una epístola del Papa Honorio I, pidiéndole que ayudara al rey lombardo Adaloaldo a recuperar el trono que le usurpó Arioaldo, pero el exarca decidió permanecer neutral, favoreciendo a Arioaldo, que pudo así mantener el trono. Según una noticia de dudosa fiabilidad del cronista de los francos Fredegario, hacia el año 630 Arioaldo contactó con Isacio, pidiéndole que matara a traición al duque rebelde de Tuscia Tasone a cambio de reducir de trescientos a doscientos años el tributo que el exarcado debía pagar a los lombardos. Isacio entonces contactó con Taso ofreciéndole una alianza y con este pretexto logró atraerlo a Rávena donde el duque rebelde, que venía desarmado, fue atacado a traición y asesinado por los soldados del exarca; Arioaldo, satisfecho con el resultado, cumplió su promesa de reducir el tributo. La historia de Fredegario, sin embargo, se considera sospechosa por ser muy similar, aunque con algunas diferencias, al episodio de la matanza de los duques de Friuli Tasone y Caco tramado en Oderzo (en el Véneto) por el patricio Gregorio entre 619 y 625 narrado por Paolo Diacono.
Bajo Isacio hubo una nueva exacerbación de las tensiones con la Iglesia romana: Heraclio, en aquellos años, había promulgado la Ekthesis, es decir, un edicto con el que el emperador intervenía en las disputas cristológicas sancionando la doble naturaleza humana y divina del Cristo, sino la unicidad de su voluntad, Monotelismo. La medida había encontrado serias resistencias en Occidente e Isacio reaccionó brutalmente. En 640, aprovechando el descontento de los soldados por los importantes retrasos en los pagos, el chartularius Mauricio instigó a los militares a tomar represalias contra el Pontífice, acusado de haber malversado la indemnización debida y, por tanto, después de tres días de asedio, el tesoro de la Iglesia romana guardado en Letrán fue incautado. Poco después, Isacio también llegó a Roma y desterró a algunos eclesiásticos, hizo inventario del tesoro incautado y envió parte a Constantinopla a Heraclio y se quedó con otra parte para si. Posteriormente (hacia 642), Isacio tuvo que afrontar la revuelta en Roma del propio Mauricio, quien obtuvo el apoyo de los soldados de las fortalezas circundantes acusando al exarca de tener intención de usurpar la púrpura. Isacio envió al sacellario y magister militum Dono a la Ciudad Eterna para sofocar la revuelta, misión coronada por el éxito: Mauricio, abandonado por sus propios hombres, fue capturado en una iglesia de Roma llamada Ab Praesepe y, por orden del exarca, fue decapitado en Cervia y su cabeza expuesta en el circo de Rávena. Los demás prisioneros, encarcelados a la espera de conocer su pena, se salvaron gracias a la muerte repentina del exarca (ocurrida, según el testimonio hostil del Liber Pontificalis, por intervención divina), lo que determinó su liberación. Es posible que Isacio fuera asesinado por los lombardos durante la batalla de Scultenna en 643 (ver más abajo).
Mientras tanto, con el ascenso al trono del rey Rotario (r. 636-652), ocurrida en el año 636, la presión lombarda creció en el norte. Rotario atacó y conquistó Oderzo y Altino en 639, las últimas ciudades del entroterra venetoi todavía en manos bizantinas, lo que obligó a los habitantes de Oderzo a trasladarse a Eraclea, mientras que los de Altino fueron a Torcello. En 643 Rotario atacó el exarcado y, según Paolo Diacono, infligió una grave derrota al ejército bizantino en la batalla del Scultenna, incluso si la crítica historiográfica moderna tiende a reducir el impacto de la victoria lombarda basándose en el hecho de que los bizantinos, a pesar de la derrota, consiguieron frenar el avance del rey lombardo hacia Rávena, impidiéndole conquistar el Exarcado.. El vacío de poder creado en la Italia bizantina tras la batalla (y la probable muerte del exarca) permitió sin embargo a Rotario ocupar en los últimos meses de 643 la Liguria bizantina.

### Reinado del emperador Constante II (641-668)

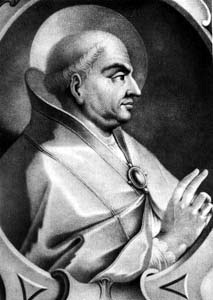
El papa Martin I, por haberse opuesto a la política religiosa del emperador Constante II, fue juzgado por alta traición y condenado al exilio en Quersoneso.

Muertos Heraclio y sus inmediatos sucesores y convertido en emperador Constante II, en 648 dictó en materia religiosa el Typos, con el que abolió el edicto heracliano, pero que al mismo tiempo prohibía las discusiones cristológicas. La Iglesia romana se opuso y, con ocasión del Concilio celebrado del 5 al 31 de octubre de 649 en basílica de Letrán, el papa Martín I condenó el Monotelismo y los dos edictos imperiales. Constante reaccionó enviando al exarca Olimpio (exarca) a Italia con la tarea de arrestar al papa e imponer por la fuerza el Typos: sin embargo, el exarca fracasó en su objetivo, aunque debido a la falta de apoyo del ejército estacionado en Italia. Tras hacer las paces con el pontífice, Olimpio se rebeló, separando a Italia del resto del Imperio, aprovechando el clima de disidencia que se extendió por la península hacia la política religiosa imperial favorable al monotelismo. Sin embargo, en el año 652, según narra el Liber Pontificalis, Olimpio murió a causa de una plaga mientras se preparaba para enfrentarse a los árabes en Sicilia, aunque la fiabilidad de esta noticia ha sido cuestionada por algunos eruditos (notablemente Stratos) que lo consideran una interpolación (filología), sobre la base del hecho de que Sicilia estaba fuera de la jurisdicción del exarca y que la supuesta incursión árabe en la isla en 652, que parece demasiado prematura, no está atestiguada por otras fuentes. En cualquier caso, tras la muerte de Olimpio, el emperador Constante envió al exarca Teodoro I Caliopas con la misión de proceder a la deposición y arresto del papa Martín y a la elección de un nuevo pontífice grato a la corte imperial. El nuevo exarca, con el apoyo del ejército de Rávena, llegó a Roma en junio de 653 y en dos días logró deponer y arrestar al pontífice en la basílica de Letrán, que fue ocupada y devastada por sus tropas. Martín, después de ser encarcelado y sufrir fuertes humillaciones, fue embarcado hacia Constantinopla donde llegó en septiembre de 653; juzgado por el Senado bizantino acusado de alta traición por no distanciarse del usurpador Olimpio, fue inicialmente condenado a muerte, pero la sentencia fue suspendida y conmutada por el exilio perpetuo en Quersoneso.
En 663, el propio Constante desembarcó con un ejército en Tarento para hacer la guerra contra los lombardos invadiendo el ducado de Benevento: después de haber tomado y arrasado Lucera y de un intento fallido de conquistar Acerenzia, asedió la ciudad de Benevento. Sin embargo, el rey lombardo Grimoaldo intervino para ayudar a la ciudad, obligando a Constante a levantar el sitio y retirarse hacia Nápoles; desde aquí el Basileus lanzó una ofensiva final contra los lombardos enviando al general Saburro contra el duque de Benevento Romualdo, quien sin embargo logró infligir una derrota decisiva a los bizantinos en Forino, tras lo cual las poco realistas aspiraciones de Constante de reconquista se desvanecieron. Desde Nápoles, el emperador se dirigió luego a Roma, donde fue recibido por el nuevo Papa. y por los romanos —era la primera vez desde la caída del Imperio de Occidente que un Imperatore romano volvía a poner un pie en la antigua capital—, deteniéndose allí durante una docena de días antes de regresar a Nápoles y finalmente dirigirse hacia Siracusa, donde fijó su residencia, con el objetivo de controlar mejor los movimientos de los árabes.
En Siracusa, Constante II continuó aplicando una política hostil a la Iglesia romana: la creciente presión fiscal afectó duramente a las extensas propiedades territoriales del papado y, además, en el año 666 el emperador emitió un diploma a favor de Mauro, el arzobispo de Rávena, en el que se concedió a la Iglesia de Rávena la autocefalia (es decir, la separación de la jurisdicción de la Sede Apostólica).  Debido a su gobierno autoritario y al aumento excesivo de los impuestos, así como obviamente a su política religiosa y fiscal hostil a la Iglesia romana, Constante se hizo impopular y en el 668 se organizó una conspiración que lo asesinó. Los conspiradores proclamaron emperador a Mececio, quien sin embargo fue rápidamente derrocado y ejecutado por las tropas que permanecieron fieles al hijo y sucesor legítimo de Constante, Constantino IV, quien según fuentes griegas dirigió personalmente la expedición a Sicilia para deponer al usurpador. Sin embargo, fuentes latinas casi contemporáneas como el Liber Pontificalis no hacen la más mínima mención de la participación directa del Emperador en la expedición a Sicilia y afirman que Mececio fue destronado por tropas procedentes de Italia, Cerdeña y África. Basándose en fuentes latinas, los historiadores modernos creen que la revuelta de Mececio fue sofocada por el exarca y no por Constantino IV.

### El inicio de la crisis

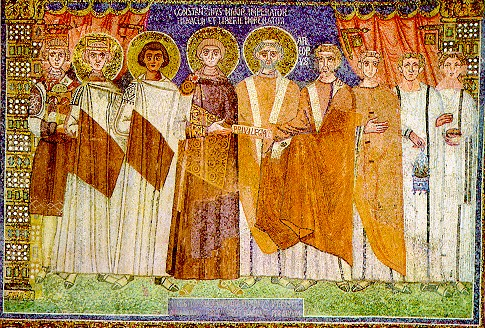
Mosaico de Sant'Apollinare in Classe en Ravena, representando al emperador Costantino IV (centro), el hijo y los hermanos. De izqda. a dcha. : Justiniano II, los dos hermanos, Constantino IV, dos arzobispos de Rávena y tres diáconos.

Bajo su sucesor el emperador Constantino IV el Imperio bizantino se encontró en una lucha mortal contra los árabes y los búlgaros. Mientras tanto, las relaciones entre la Iglesia romana y Constantinopla, que se habían deteriorado durante el reinado de Constante, mejoraron: entre 676 y 678 el Emperador revocó la autocefalia, concedida a la Iglesia de Rávena por Constante en 666 en un intento de quitar poder al Papado, y en el 680 con el Sexto Concilio ecuménico convocato dall'Imperatore venne condannato il monotelismo. También en el año 680 se firmó un tratado de paz con el reino lombardo con el que por primera vez los bizantinos reconocían la posesión de los lombardos de los territorios que ocupaban en Italia.
La paz de 680, sin embargo, no impidió que los lombardos de Benevento se expandieran en detrimento de los bizantinos: en 687 un ejército lombardo dirigido por el duque de Benevento Romualdo I cruzó el río Bradano, zona fronteriza entre ambos estados, invadiendo el ducado de Calabria; Durante la ofensiva, gran parte de la Apulia bizantina fue sometida, incluidas las ciudades de Brindisi y Tarento, quedando sólo las ciudades de Otranto y Gallipoli, así como el sur de Bruzio, en manos bizantinas.
Poco se sabe sobre los exarcas en el cargo bajo Constantino IV e incluso las fechas de sus mandatos son hipotéticas. Se puede suponer que Gregorio, el exarca mencionado en el diploma de 666 con el que Constante II había concedido la autocefalia a la Iglesia de Rávena, permanecía en el cargo en los primeros años del reinado de Constantino IV, quizás sucedido hacia 678 por Teodoro; este último permaneció en el cargo hasta el año 687.
Con Justiniano II, que llegó al poder en 685, las relaciones con el Romano Pontífice comenzaron a deteriorarse nuevamente. En 687, el nuevo exarca Juan II Platino siguió implicado en las luchas por la elección del papa, intentando manipular el cónclave para que la elección del nuevo pontífice recayese sobre Pascual, quien le había prometido 100 libras de oro a cambio. Sus intentos de influir en las elecciones no dieron resultado: como los electores estaban divididos entre dos candidatos (Pascual y Teodoro), fue elegido papa otro candidato, Sergio. A petición de Pascual, el exarca llegó a Roma pero no pudo cambiar la decisión: sin embargo, no queriendo renunciar a las 100 libras de oro prometidas, obligó a Sergio a pagar la suma prometida por Pascual a cambio del reconocimiento.
El conflicto entre Justiniano II y el Papado se hizo evidente tras las decisiones adoptadas por el Concilio Trulano en antítesis con el culto occidental, sobre el matrimonio del clero y el ayuno en sábado. Tras la oposición del papa Sergio I, en el año 692 el emperador envió al protospatario Zaccaria, para capturarlo y llevarlo a Constantinopla, similar a lo que le sucedió a Martín I unas décadas antes. Al enterarse de la noticia, los ejércitos exarcales se opusieron marchando sobre Roma. y tomando al asalto la residencia papal; Zaccaria, temiendo ser asesinado por las tropas insurgentes, acabó pidiendo protección al Papa, llegando incluso a esconderse debajo de su cama según el testimonio de parte del Liber Pontificalis; el papa calmó a los soldados, evitando así la muerte del protospatario, que sin embargo se vio obligado a abandonar la ciudad sin poder completar la misión.

En 701 se convirtió en exarca Teofilacto, contra quien los ejércitos italianos se rebelaron, quizás por razones de naturaleza económica. En defensa del exarca, en ese momento en Roma, el papa Juan VI, quien logró calmar a los rebeldes, permitiendo a Teofilacto llegar a Rávena. Mientras tanto, en 702, tuvo lugar una ofensiva de parte de los lombardos del duque de Benevento Gisulfo), que conquistó tres ciudades del Lazio (Sora, Arpino y Arce), amenazando a la propia Roma; el Papa logró obligarlo a retirarse, pero las tres ciudades conquistadas quedaron en manos lombardas.
Mientras tanto, el nuevo arzobispo de Rávena, Felice, fue a Roma (abril de 709) para recibir la consagración del pontífice, negándose sin embargo af suscribir la cautio y la indiculum iuramenti. Este episodio debe vincularse a la disputa entre las iglesias romana y de Rávena debido al deseo de esta última de escapar de la jurisdicción de la primera. Según el Liber Pontificalis, el arzobispo de Rávena sufrió «por juicio divino y por sentencia del príncipe de los apóstoles Pedro» el justo castigo por su orgullo y la insubordinación mostrada en aquella ocasión hacia el Pontífice, siendo deportado a Constantinopla y luego cegado, durante la despiadada represión contra el pueblo de Rávena ordenada por el emperador Justiniano II.
No existe un consenso unánime sobre los motivos que empujaron a Justiniano II a ordenar la represión contra Rávena. El Liber Pontificalis, siguiendo la narración, informa que el exarca Giovanni Rizocopo, después de haber conocido al papa Constantino (p. 708-715) en Nápoles en octubre de 710 y de haber matado a cuatro dignatarios eclesiásticos en Roma para castigar a la Iglesia romana por la insubordinación a la política religiosa imperial tras el Concilio Quinisesto, una vez regresado a Rávena, pagó por «juicio divino» la iniquidad que había cometido recientemente al afrontar una «muerte vergonzosa»; probablemente fue linchado durante una revuelta popular en Rávena.
Algunos estudiosos sitúan la expedición punitiva tras el asesinato de Rizocopo, y creen que la motivación era castigar a la población por haber linchado al exarca. Otros estudiosos, en cambio, sitúan el asesinato de Giovanni Rizocopo después de la expedición punitiva, relacionándolo con la revuelta de Giorgio, y motivan la despiadada represión con el deseo de castigar a la Iglesia de Rávena por su insubordinación a la política religiosa imperial: Justiniano II, con la intención de mantener el apoyo papal, habría querido castigar al pueblo de Rávena tanto por su pretensión de autocefalia como por la insubordinación mostrada en la época de Zacarías, cuando se pusieron del lado del Pontífice, impidiendo el arresto y la deportación en Oriente del papa Sergio I.
Fueren cuales fueren los motivos, el Emperador ordenó a Teodoro, stratego de Sicilia, que llegara a Rávena con la flota, apoyada también por naves venecianas e ilirias, para llevar a cabo la expedición punitiva. Una vez desembarcado, invitó a numerosos aristócratas locales a un banquete en sentido de amistad, pero estos, atraídos con engaños a los barcos, fueron arrestados allí y llevados a Constantinopla, donde todos fueron ejecutados excepto el arzobispo, este último cegado. Rávena, se dice, fue saqueada por las milicias bizantinas. Inmediatamente después de la partida de la flota bizantina, en 711 la población de Rávena se levantó encabezada por un tal Giorgio, y la revuelta se extendió rápidamente a las ciudades de Forlì, Forlimpopoli, Cervia y otras ciudades vecinas. No se sabe cómo terminó la revuelta, pero Rávena ya había vuelto a la obediencia unos meses después, cuando la cabeza del emperador Justiniano II, destronado y ejecutado por el nuevo emperador Filípico Bardane (r. 711-713), desfiló por las calles de la capital del exarcado.
En 711/713, en cambio, fue la población de Roma la que se levantó, debido al apoyo al monotelismo del nuevo emperador Filípico: incluso el duxbizantino de Roma, Cristoforo, se unió a la revuelta, por lo que Filipico fue obligado a enviar un nuevo duque, Pietro, en un intento de sofocar la revuelta. El ejército y el pueblo romano, liderados por el duque rebelde Cristoforo, sin embargo, logró derrotar en batalla a Pietroy a las milicias que permanecieron fieles al emperador. Cuando en 713 Filípico fue destronado a causa de una revuelta, el nuevo emperador Anastasio II abolió el monotelismo y envió un nuevo exarca a Roma, Escolástico, que logró poner fin a la insurrección prometiendo que si la revuelta cesaba, los habitantes de Roma no serían castigados por insubordinación; Además, Escolástico nombró al ya mencionado Pietro duque de Roma.
Estos continuos episodios de revuelta demuestran cómo a partir de la segunda mitad del siglo VII, las tendencias autonomistas de las aristocracias locales y el siempre creciente papel de la política temporal de la Iglesia de Roma había llevado a un debilitamiento progresivo de la autoridad imperial en Italia.

### La caída del Exarcado

Las posesiones itálicas en 744

Durante el reinado del emperador León III (r. 717-741), que ascendió al trono en 717, la crisis empeoró. Por un lado, en el año 712 ascendió al trono lombardo Liutprando, quien se propuso como objetivo unificar Italia bajo su dominio expulsando a los bizantinos y sometiendo a los ducados autónomos de la Langobardia Minor; por otro lado, la autoridad y el prestigio del exarca fueron debilitándose paulatinamente, perdiendo el control efectivo de los ejércitos y del territorio. La Italia bizantina se había entonces fragmentado en una serie de ducados autónomos fuera del control efectivo del exarca. Los conflictos fiscales y religiosos entre el papado y Bizancio aceleraron la desintegración del exarcado. Los ejércitos, reclutados entre la población local, tendían a defender al pontífice y no dudaban en volverse contra el exarca si éste tramaba un complot contra el papado. El pontífice aprovechó esta confusa situación para aumentar su influencia política, erigiéndose como protector del exarcado de los lombardos y sentando las bases para el nacimiento del poder temporal de la Iglesia.
En 717, mientras estaba en marcha el asedio árabe de Constantinopla (posteriormente fallido), el nuevo rey lombardo Liutprando, invadió el exarcado, saqueando Classe y asediando brevemente Rávena. Al mismo tiempo, el duque de Spoleto ocupó Narni mientras que el duque de Benevento se apoderaba de Cuma. Los golpes de mano provocaron la interrupción de los contactos entre Roma y las demás posesiones bizantinas en Italia, pero los resultados duraron poco: pronto Liutprando se retiró al norte con muchos prisioneros, mientras que el duque bizantino de Nápoles Juan I, instado por el pontífice, reconquistó Cuma.
En 725 León III entró en fuerte conflicto con el papa Gregorio II (p. 715-731) por razones de índole fiscal: el emperador había aumentado significativamente los impuestos, golpeando en particular a la Iglesia romana que poseía vastas propiedades de tierra. Tras la negativa del pontífice a pagar las tasas, el emperador ordenó al duque de Roma y a sus subordinados que planearan su asesinato. El plan, sin embargo, fracasó y el ejército del ducado romano se levantó en defensa del pontífice: después de haberse aliado con los lombardos de Tuscia y Spoleto, lograron derrotar a las tropas del exarca Pablo cerca del Puente Salario.
En el año 726 el emperador León III prohibió el culto de las imágenes sagradas, pero esta medida encontró una dura oposición en Italia y, ya agitados por el aumento de los impuestos, los ejércitos de Venecia marítima, de la Pentapolis y del Exarcado se rebelaron y eligieron a sus capitanes. Los rebeldes pretendían proclamar un anti-emperador y enviar una flota a Constantinopla para deponer a León III y reemplazarlo con su candidato, pero el papa Gregorio II logró hacerlos desistir; quizás el pontífice desesperaba del éxito de la posible expedición a Constantinopla (teniendo en cuenta también el fracaso de un intento similar por parte de los soldados del thema de Hellas el año anterior) y no tenía intención de comprometer por completo las relaciones con Bizancio, consciente de necesitarlo para defenderse de la amenaza lombarda. Las tropas bizantinas leales al Emperador intentaron deponer al papa y asesinarlo, pero fracasaron debido a la oposición de las tropas romanas, que permanecieron fieles al pontífice. También estalló una revuelta en Rávena, durante la cual fue asesinado el exarca Pablo: con la intención de castigar a la población por ese asesinato, León III envió una flota liderada por el estratego de Sicilia Teodoro; sin embargo, los bizantinos, tras desembarcar en Classe, sufrieron una completa derrota a manos del ejército de Rávena.
En 727 el nuevo exarca Eutiquio desembarcó en Nápoles, pero debido a la falta de apoyo del ejército, no pudo instaurar la iconoclasia en Italia y también fracasó en el intento de asesinar al papa. Mientras tanto, aprovechando las disputas religiosas entre el Imperio y la Iglesia, la presión de los lombardos en los territorios del exarcado aumentó considerablemente. Liutprando cruzó el río Po e invadió el Exarcado, ocupando Bolonia y amenazando Rávena. Entre 727 y 728 se sometieron a Liutprando varias localidades fortificadas de Emilia (Frignano, Monteveglio, Busseto, Persiceto) así como Osimo, en la Pentápolis. En 728, como parte de su campaña expansionista contra los dominios bizantinos, ocupó durante unos cinco meses las fortificaciones de Sutri, en la parte septentrional del Ducado de Roma. Tras la insistencia del papa Gregorio II, el rey lombardo donó el pueblo y algunos castillos «a los apóstoles Pedro y Pablo». Este acontecimiento pasó a la historia como Donación de Sutri y sentó las primeras bases del poder temporal de los papas y del nacimiento del Estado Pontificio.
En 729 Eutiquio se alió con el rey lombardo Liutprando, de quien obtuvo la promesa de un apoyo contra Gregorio II, a cambio de apoyar a los militares bizantinos en la sumisión de los ducados de Spoleto y de Benevento a la autoridad del rey. Liutprando obtuvo la sumisión de los duques de Spoleto y Benevento, y luego se trasladó bajo los muros de Roma junto con las tropas exarcales. Sin embargo, Liutprando no cumplió completamente el pacto, impidiendo que Eutiquio lograra una victoria completa sobre Gregorio II; más bien, el rey lombardo actuó como pacificador entre el papa y el exarca, permitiendo así a Eutiquio hacer las paces con el pontífice y entrar en Roma, pero no desde la posición de fuerza deseada. Después de haber reprimido la revuelta en la Tuscia romana encabezada por el usurpador Tiberio Petasio con ayuda papal, el exarca se instaló en Rávena.
Con el edicto de 730 León ordenó la destrucción de todos los iconos religiosos. El decreto fue nuevamente rechazado por la Iglesia de Roma y el nuevo papa Gregorio III (p. 731-741) convocó en noviembre de 731 un sínodo específico para condenar su comportamiento. El Concilio, al que asistieron 93 obispos, estableció la excomunión para cualquiera que se atreviera a destruir los iconos. El Papa intentó enviar los documentos del Concilio a León III, pero sus mensajeros ni siquiera pudieron llegar a Constantinopla porque fueron arrestados. Como contraataque, el emperador bizantino decidió primero enviar una flota a Italia para reprimir cualquier resistencia en la península, pero esta se hundió; posteriormente, para dañar los intereses de la Iglesia de Roma, confiscó sus propiedades en tierras en Sicilia y Calabria; más tarde, con el mismo objetivo, el emperador Constantino V transfirió Grecia y la Italia meridional bajo la egida del Patriarca de Constantinopla. Pero el exarca, consciente de que sin el apoyo de los ejércitos no podía imponer nada, decidió seguir una política conciliadora con el Pontífice, evitando aplicar el decreto iconoclasta en Italia.
Mientras tanto, las campañas de conquista de los lombardos continuaron. En un año no especificado, quizás en 732, la propia Rávena fue conquistada por primera vez por Hildeprando, sobrino de Liutprando, y de Peredeo, duque de Vicenza. El exarca Eutiquio se refugió en la laguna veneciana y, ayudado por la flota del veneciano duque Orso (Orso Ipato), logró reentrar en Rávena. Ildeprando fue capturado y Peredeo asesinado. Animado por el éxito, el duque bizantino de Perugia intentó reconquistar Bolonia, pero el ataque fracasó.
En 739 el papa Gregorio III apoyó a los duques de Spoleto y de Benevento contra Liutprando; en respuesta, el rey lombardo invadió el centro de Italia: el exarcado y el ducado de Roma quedaron devastados y Liutprando ocupó el corredor umbro, restituido sólo tres años después tras negociaciones con el pontífice. En 743, mientras en Roma ascendía al trono pontificio el papa Zacarías, el rey Liutprando planeó reconquistar Rávena y atacó el exarcado, tomando posesión de Cesena. El exarca Eutichio, sintiéndose directamente amenazado, pidió ayuda al Papa, quien acudió personalmente a Pavía para convencer al soberano de que devolviera los territorios conquistados al exarca, consiguiendo su objetivo.

Los territorios bizantinos en Italia tras la caída del exarcado, en el año 751, por Astolfo.

Liutprando murió en 744: fue sucedido primero por Hildeprando y luego por Rachis. Este último suspendió las campañas de conquista de sus predecesores y firmó una paz con el exarcado. Sin embargo, en 749, cediendo ante la presión de la facción lombarda opuesta a la paz con Bizancio, invadió la Pentápolis y sitió Perugia. Convencido por el Papa de retirarse, a su regreso a Pavía fue depuesto por sus oponentes, que eligieron rey a Astolfo. Este, habiendo reorganizado y fortalecido el ejército, pasó inmediatamente a la ofensiva contra los territorios italianos todavía sujetos (aunque más de nombre que de hecho) al Imperio bizantino, con la intención de someterlos, como confirmaba una ley fechada en marzo de 750 en la que Astolfo se había definido como «rey de los langobardos a quien Dios confió el pueblo romano» (rex gentis Langobardorum, traditium nobis a Domino populum Romanorum). En el año 750 invadió por el norte el Exarcado ocupando Comacchio y Ferrara; en el verano de 751 logró conquistar Istria y luego la propia Rávena, capital y símbolo del poder bizantino en Italia. Se instaló en el palacio del exarca, que se consideraba igual al palacio real de Pavía como centro del reino lombardo.

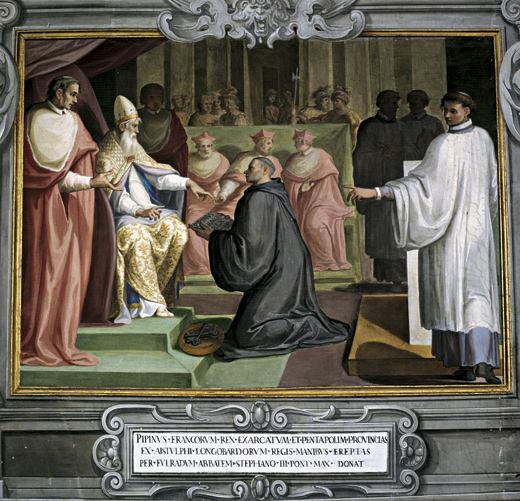
La donación realizada por Pipino el Breve de las tierras del Exarcado de Rávena al papa Esteban II: este momento se considera el nacimiento del Estado de la Iglesia.

El emperador Constantino V intentó recuperar el exarcado por la fuerza de la diplomacia, enviando embajadores a Astolfo en un intento de presionarlo para que restituyese los territorios conquistados al Imperio, pero el ambicioso rey lombardo no estaba dispuesto a renunciar a sus conquistas y aspiraba a conquistar también Roma, amenazando abiertamente al papa Esteban II, a quien exigió que el Ducado de Roma pagara un tributo cuantificado en muchos sueldos de oro tantos como los habitantes del ducado. Cuando en el año 753 el rey lombardo ocupó la fortaleza de Ceccano, en territorio romano, el pontífice, al ver el fracaso de todas las negociaciones y comprobar que el Imperio de Oriente no podía proporcionarle ayuda militar concreta, decidió recurrir a los francos, en esa época gobernados por Pipino el Breve. En enero de 754 el papa viajó a Francia y se reunió con Pipino en Ponthion. Este aceptó la petición de ayuda del pontífice y se comprometió a convencer a la nobleza franca.
Obtenido el consentimiento para la expedición de los nobles francos durante una dieta en Quierzy (Carisium en latín) el 14 de abril de 754 (el día de Pascua), en agosto del mismo año, Pipino descendió a Italia por primera vez, derrotando a Astolfo cerca de Susa y obligándolo a ceder Rávena cum diversis civitatibus. Astolfo, sin embargo, no abandonó sus planes bélicos y en 756 invadió de nuevo el ducado romano, conquistando Narni y asediando Roma: el papa Esteban II volvió a solicitar la ayuda de Pipino, quien descendió a Italia ese mismo año, derrotó nuevamente a los lombardos y obligó a Astolfo a ceder el Exarcado y la Pentápolis al papa en lugar de al Imperio (Promissio Carisiaca). Los bizantinos obviamente protestaron y, a través de dos mensajeros enviados al rey franco, exigieron la devolución del Exarcado a su legítimo dueño, es decir al Imperio de Oriente, ofreciendo también una importante suma de dinero. Pipino, despidiendo a los dos embajadores, respondió al emperador que había actuado por reverencia hacia san Pedro y que nada le haría renegar de sus promesas. Nació así un Estado de la Iglesia independiente de Bizancio y protegido por los francos.
Entre 773 y 774, el sucesor de Pipino en el trono francés, Carlomagno, llegó a Italia tras la petición de ayuda del papa Adriano I contra el rey Desiderio y conquistó la capital del reino lombardo, Pavía. Carlomagno se hizo llamar entonces «rey de los francos y de los lombardos por la gracia de Dios» (Gratia Dei rex Francorum et Langobardorum), creando una unión personal de los dos reinos. El soberano mantuvo pero las Leges Langobardorum pero reorganizó el reino según el modelo franco, con condes en lugar de los duchi.
En lo que respecta a la Italia meridional, Apulia, Lucania y Calabria permanecieron ancladas en manos imperiales durante otros tres siglos; otros territorios, como Nápoles y Gaeta, se fueron liberando paulatinamente del dominio de Constantinopla mientras Sicilia era conquistada por los árabes.
En 876 los bizantinos, después de haber derrotado definitivamente a los sarracenos, restablecieron su propio dominio sobre Bari. Constituida como thema de Longobardia, este territorio, centrado en Apulia, estaba gobernado por un gobernador militar al que inicialmente se le dio el rango de strategos. De 969-970 el strategos de Lombardía fue reemplazada por un Catepanato Catapano (o Catepano, traducibile como "superintendente", del término griego katapános del que luego derivó el de "capitán") teniendo un rango superior en comparación a los estrategas de Calabria y de Lucania que, según algunos autores (para quienes la jurisdicción del catapán se extendía por toda la Italia bizantina), es posible que hayan estado a su servicio; otros eruditos modernos, sin embargo, creen que el catapán controlaba únicamente el tema de Lombardía; el conjunto de territorios controlados por este funcionario pasó a ser conocido como Catepanato de Italia.

## Cronología de exarcas de Rávena
| Desde   | hasta    | Exarca             | Emperador de Bizancio               | Descripción | Papado |
| ------- | -------- | ------------------ | ----------------------------------- | --- | --- |
| 584?    | 584?     | Decio?             | Mauricio (r. 582-602)               | Patricio atestiguado en una carta del papa Pelagio II fechada en 584; varios eruditos lo han identificado con el exarca innominado mencionado en la misma carta, mientras que para otros autores se trataba de un senador romano enviado en embajada ante el exarca (probablemente Esmaragdo). | Pelagio II (p. 579-590) |
| 585     | 588/589  | Esmaragdo          | Mauricio                            | Se hizo conocido por su dureza hacia los cismáticos tricapitalinos de Venecia, a cusa de lo cual fue llamado a Constantinopla. | |
| 588?    | 589/590  | Giuliano           | Mauricio                            | Atestiguado en una inscripción del 31 de marzo de 589, no se sabe nada más sobre él; su mandato, sin embargo, duró unos meses. | |
| 589/590 | 595/597  | Romano             | Mauricio                            | Intentó, en alianza con los francos, someter a los lombardos. Tuvo conflictos de carácter doctrinal y político con el papa Gregorio I (590-604). | Gregorio I (p. 590-604) |
| 596/597 | 602/603  | Calínico           | Mauricio                            | Persuadido por el papa Gregorio, firmó una tregua de dos años con los lombardos (598). En 601/602 hizo prisioneros a familiares del rey Agilulfo en Parma, provocando una guerra con los lombardos con numerosas derrotas para los bizantinos. Llamado a Constantinopla por numerosas derrotas. | |
| 603     | 608      | Esmaragdo          | Focas (r. 602-610)                  | En su segundo mandato, firmó una tregua con los lombardos, que fue renovada año tras año. La última vez que se le atestigua como exarca es en el año 608, cuando construyó una columna en honor a Focas. Se desconoce cuándo terminó su mandato. | Sabiniano (p. 604-606) |
| 608?    | 613?     | Fozio?             | Focas/Heraclio                      | La hagiografía de San Teodoro de Sikeón narra que, bajo el reinado de Focas, el santo recibió la visita de Focio, futuro "exarca de Roma", y bautizó a su hijo Gregorio. A pesar de tener el término "exarca" otros significados, los estudiosos creen probable que en realidad haya sido exarca de Italia entre el final del reinado de Focas y el comienzo del reinado de Heraclio. No se sabe nada sobre él. }} | Bonifacio IV (p. 608-615) |
| 615?    | 615?     | Juan I Lemigio     | Heraclio (r. 610-641)               | Muerto en 616 por una revuelta (probablemente del ejército) que estalló en Rávena. | Adeodato I (p. 615-618) |
| 616     | 619      | Eleuterio          | Heraclio                            | Reprimió con dureza las revueltas que estallaron en Rávena y Nápoles. Luchó sin éxito contra los lombardos liderados por el duque Sundrarit. Usurpó la púrpura e intentó marchar hacia Roma para ser coronado Emperador de Occidente por el papa, pero fue asesinado cerca de Castrum Luceolis por soldados leales a Heraclio (619/620).                                                                           | |
| 619     | 625      | Gregorio?          | Heraclio                            | Paolo Diacono habla de un patricio Gregorio que mató a traición a los duques de Friuli Caco y Tasone. Dado que los exarcas solían ostentar el título de patricio, es posible que este Gregorio hubiera sido un exarca. | Bonifacio V (p. 619-625) |
| 625     | 643      | Isaac el Armenio   | Heraclio                            | Trató al papado con extrema dureza, castigándolo por haberse opuesto a la política religiosa imperial incautándose del tesoro papal guardado en Letrán (640). Intentó en vano oponerse a la política expansionista del rey Rotari, muriendo probablemente en la batalla de Scultenna (643). | Honorio I (p. 625-638) |
| 643     | 645?     | Teodoro I Caliopas | Constante II (r. 641-668)           | Enviado por el emperador a Italia tras la muerte de Isacio. Reemplazado en 645 por Platón. | Juan IV (p. 640-642) |
| 645?    | 648?     | Platón             | Constante II                        | Poco se sabe sobre su mandato. Llamado a Constantinopla en 649. | Teodoro I (p. 642-649) |
| 649     | 652      | Olimpio            | Constante II                        | Por orden del emperador, intentó asesinar al pontífice, pero fracasó. Inmediatamente después se rebeló contra el emperador, separando Italia del Imperio. La revuelta terminó en 652 cuando el exarca rebelde, que fue a Sicilia para luchar contra los árabes, murió debido a una epidemia. | Martín I (p. 649-655) |
| 653     | 666?     | Teodoro I Caliopas | Constante II                        | En su segundo mandato, arrestó al papa Martín I y lo deportó a Constantinopla para hacerlo procesar por traición. Se desconoce cuándo terminó su mandato, pero terminó poco antes del año 666, cuando se atestigua como exarca Gregorio. | Eugenio I (p. 655-657) Vitaliano (p. 657-672) |
| 666     | 678      | Gregorio I (o II?) | Constante II/Constantino IV         | Recibió un diploma del emperador que concedía la autocefalia a la Iglesia de Rávena (666). | Adeodato II (p. 672-676) |
| 678     | 686/687  | Teodoro II         | Constantino IV (r. 668-685)         | Durante su mandato terminó la autocefalia y el Imperio se reconcilió con el papado, condenando el monotelismo como herejía (680). | Dono (p. 676-678) Agatón (papa) (p. 678-681) [[León II (papa)\|León IIl] (p. 682-683) Benedicto II (p. 684-685) Juan V (p. 685-686) Conón (p. 686-687) |
| 687     | 701?     | Juan II Platino    | Justiniano II (r. 685-695, 705-711) | Era exarca en el año 687 cuando intentó imponer como papa a Pascual, que le había prometido 100 libras de oro. No se sabe nada más sobre él, aparte de los acontecimientos del 687. | Sergio I (p. 687-701) |
| 701     | 705?     | Teofilacto         | Justiniano II                       | En 702, viajando a Roma desde Sicilia, corrió el riesgo de ser asesinado por el ejército exarcal en rebelión, pero fue salvado por el papa que logró calmar a los rebeldes. | Juan VI (p. 701-705) |
| 705?    | 710?     | Juan III Rizocopo  | Justiniano II                       | Fue culpable de matar a algunos eclesiásticos y fue asesinado en una revuelta que estalló en Rávena. | Juan VII (p. 705-707) Constantino (p. 708-715) |
| 710?    | 713?     | Eutiquio           | Filípico (r. 711-713)               | El primer mandato de Eutiquio es dudoso. | |
| 713?    | ?        | Escolástico        | León III (r. 717-741)               | En el cargo de 713 a aproximadamente 726. | Gregorio II (p. 715-731) |
| 725?    | 726/727? | Pablo              | León III                            | Intentó planear el asesinato del papa Gregorio II, culpable de haberse opuesto a la iconoclasia. Asesinado por una revuelta que estalló en Rávena. | |
| 727?    | 751      | Eutiquio           | León III/Constantino V (p. 741-775) | Fue el último exarca. Bajo su mandato, bajo el impulso expansionista de los reyes lombardos Liutprando y Astolfo, el exarcado cayó en manos lombardas (751). | Gregorio III (p. 731-741) Zacarías (p. 741-752) |

Nota: las fechas son en muchos casos aproximadas, ya que para algunos exarcas no se sabe exactamente cuándo comenzó o terminó su mandato. Entre otras cosas, aún se desconoce el número exacto de exarcas que gobernaron Italia del 584 al 751 (pudieron ser veinticuatro) y de dos de ellos (Anastasio y Stefano) se ignora la época de su mandato, siendo conocidos únicamente por dos sellos.

## Instituciones

### El exarca y sus subordinados militares

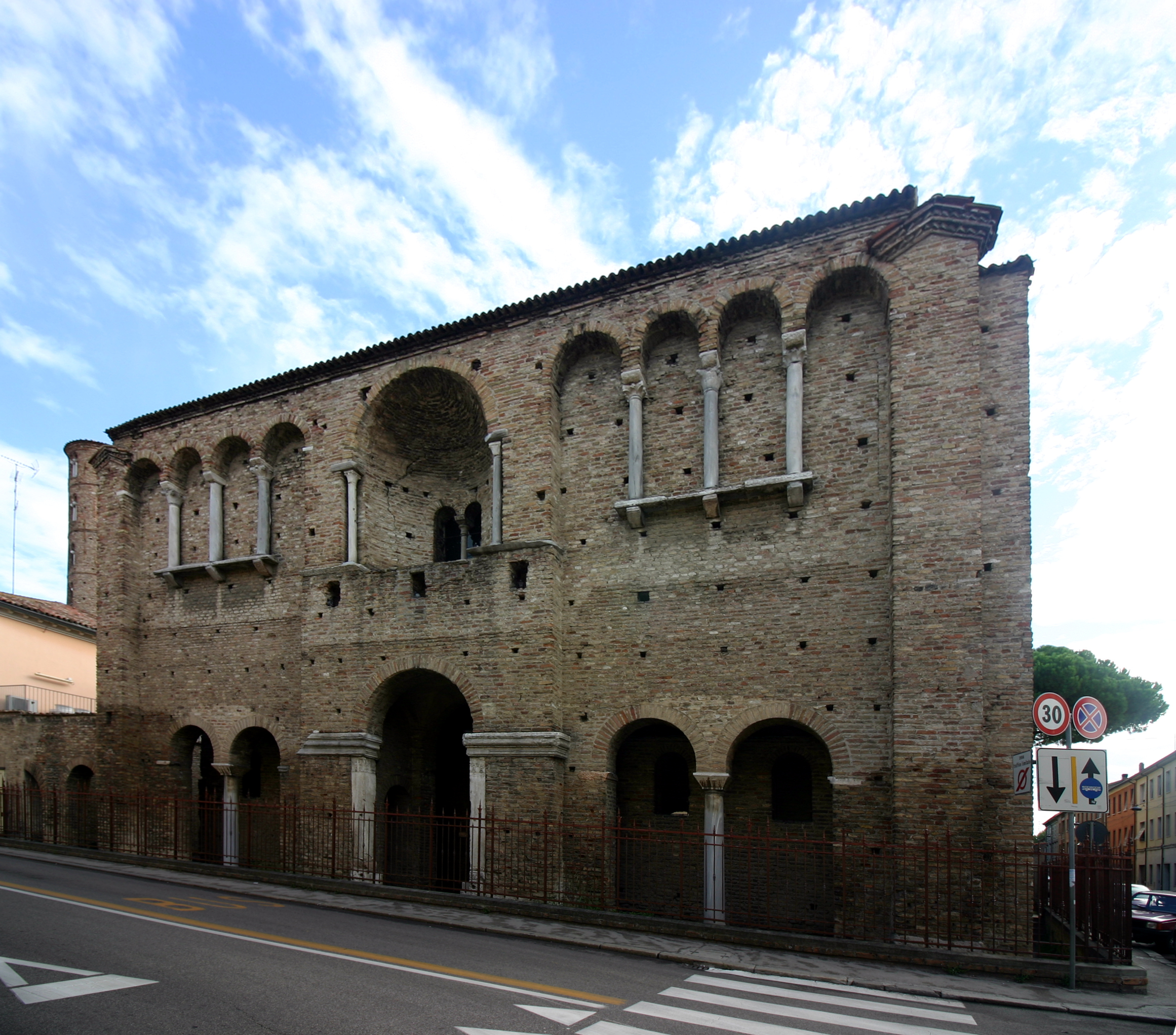
El edificio erróneamente llamado por tradición palacio de Teodorico. Las teorías más acreditadas lo identifican con una caseta de vigilancia que domina el verdadero Sacrum Palatium o con el pórtico de la iglesia de San Salvatore ad Calchi, que ya no existe.

A la cabeza del exarcado había un exarca que residía en Rávena, en el palacio sagrado de Teodorico, mientras que cuando iba a Roma se alojaba en su residencia en el Palatino. Nombrado directamente por el emperador, su jurisdicción se extendía sobre toda la Italia continental y peninsular bizantina (llamada Provincia Italiae según las fuentes), como lo confirma el Liber Pontificalis, que afirma que fue enviado a gobernar toda Italia (ad regendam omnem Italiam), e il Liber Diurnus, según el cual la curia romana, al orar por él, lo definía como el señor de la «servil provincia de Italia». El exarca de Italia era elegido entre el pequeño grupo de quienes ocupaban el cargo de patricius (patricio). Era colocado al frente de los ejércitos, de la administración de justicia y de las finanzas, estaba a cargo de las obras públicas, así como de la celebración de acuerdos diplomáticos, como los armisticios, aunque no pudiera concluir paz o alianzas, prerrogativas exclusivas del emperador. También tenía el poder de nombrar a todos los funcionarios que de él dependían, excepto aquellos enviados a Italia por el emperador o sometidos a la autoridad del prefecto del pretorio de Italia.{ Desde 685 también tenía el poder de aprobar la elección del papa.
Los emperadores adoptaron diversas medidas para intentar contrarrestar los amplios poderes de los que disfrutaban los exarcas. En primer lugar, el nombramiento del exarca que debía ser enviado a Italia dependía del emperador, quien también se aseguraba de que el mandato fuera generalmente breve, para evitar que acumulara un poder excesivo. Además, las sentencias del exarca podían ser anuladas en cualquier momento por los tribunales del emperador. Otras formas de control sobre el exarca estaban representadas por el envío de comisionados especiales desde Constantinopla para investigar sus acciones y por la obligación del exarca de enviar periódicamente informes a Constantinopla para informar al emperador de la situación en curso.Además, en cuestiones delicadas, como la religiosa, los exarcas no tenían completa libertad de iniciativa, sino que estaban obligados a cumplir con las disposiciones del Emperador. Este sistema de control fue efectivo en la mayoría de los casos, pero en dos de ellos, los de Eleuterio y de Olimpio, el exarca se volvió contra el emperador y proclamó su propia independencia. En cualquier caso, aunque desde el punto de vista teórico sus poderes eran tan amplios, a partir de finales del siglo VII el fortalecimiento del poder del Papado y la oposición de las aristocracias locales, a lo que se sumaba la insubordinación de los ejércitos, constituido principalmente por italianos reclutados localmente, limitó cada vez más la autoridad efectiva del exarca, confinándola de hecho únicamente al área de Rávena (el exarcado en sentido estricto).
Para hacer frente a la amenaza lombarda, la Italia bizantina se dividió en varias circunscriciones militares, gobernados por duces o magistri militum: las dos Pentápolis, Istria, los ducados de Nápoles, Roma y Perugia, a los que quizás habría que añadir, incluso en ausencia de pruebas directas, Liguria, Bruzio y Apulia, mientras que los ducados de Ferrara, de Venecia y de Calabria fueron fundados en el siglo VII. Los ducados sustituyeron a las provincias con un proceso gradual que se completó a mediados del siglo VII con la desaparición de las autoridades civiles restantes. A partir de la segunda mitad del siglo VII, los duques se volvieron cada vez más autónomos, y ya no eran elegidos por el exarca, de cuya jurisdicción estaban efectivamente excluidos, sino por el emperador o por las aristocracias locales. En cuanto al ducado de Nápoles, se cree que el primer duque elegido directamente por el emperador y no por el exarca fue Basilio en el año 661, mientras que el primer duque en representación de la aristocracia militar local fue Stefano en el 755. El primer duque (o dogo) de Venecia, Paoluccio Anafesto, fue elegido por una asamblea local entre 697 y 715 según las crónicas venecianas, aunque diferentes reconstrucciones pospondrían el nacimiento de un ducado veneciano hasta el 726 con la elección del duque Orso. El ducado de Calabria probablemente fue instituido en la segunda mitad del siglo VII, bajo el reinado de Constante II, y no dependía del exarca sino de los strategos de Sikelia. Originalmente el topónimo "Calabria" indicaba la Apulia meridional, pero más tarde pasó a indicar Bruzio, probablemente porque, tras las pérdidas territoriales sufridas en Apulia, el centro del ducado se había trasladado a la actual Calabria. Entre 713 y 726, como parece deducirse del Liber Pontificalis, el duque de Roma (atestiguado hasta la segunda mitad del siglo VIII) pasó a ser elegido directamente por el emperador y ya no por el exarca.
En los castillos más importantes y en las ciudades singulares había guarniciones ciudadanas gobernadas por tribuni e comites, quienes obviamente tenían la función de defenderlos de los lombardos y que, junto con los obispos, terminaron administrándolos también en el contexto civil. La población local estaba obligada a contribuir a la defensa del territorio, apoyando a los soldados profesionales. Se formó así una eficaz máquina defensiva, principalmente en los territorios costeros donde podían hacerse sentir más el poder imperial y la flota bizantina. El ejército bizantino estaba organizado en numeri (regimientos de 500 soldados), cada uno estacionado en las principales ciudades: algunos tenían orígenes orientales y se habían trasladado a Italia durante la guerra gótica (como por ejemplo, los Persoiustiniani y Cadisiani de Grado) mientras que otros, como los Tarvisiani, Veronenses y Mediolanenses, fueron creados en Italia.

### La autoridad civil

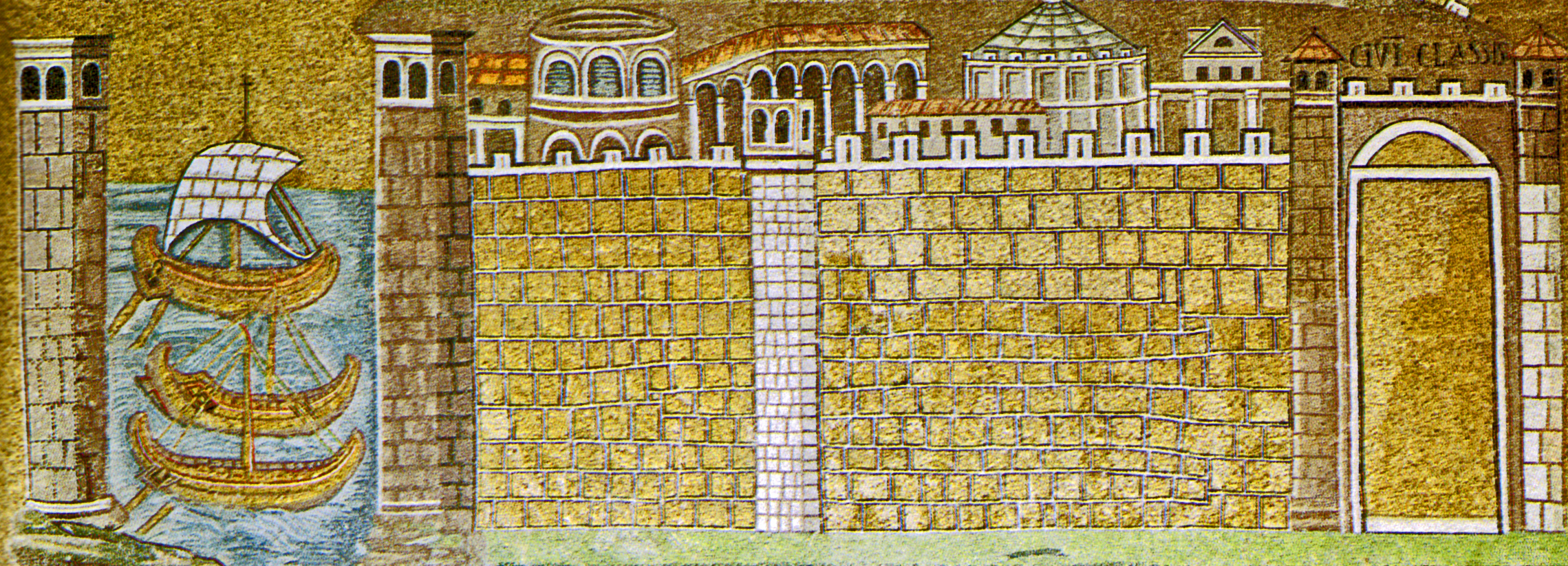
Mosaico de la Basílica de Sant'Apollinare Nuovo en Ravena, que representa el puerto de Classe, sede del prefecto del pretor de Italia.

La concentración de la autoridad civil y militar por parte de los militares no condujo inmediatamente a la desaparición de las autoridades civiles, una señal de que la formación del exarcado fue un proceso gradual, no un cambio abrupto. Hasta mediados del siglo VII el cargo de prefecto del pretorio siguió sobreviviendo, si bien como un subordinado del exarca, quien, sin embargo, según Cosentino, «no asumió en absoluto, al menos inmediatamente, sus funciones tradicionale». Residente en Classe (el puerto de Rávena), el prefecto de Italia se ocupaba principalmente de la gestión de las finanzas. El officium del prefecto de Italia estaba formado por funcionarios públicos llamados praefectiani. El epistolario del papa Gregorio I atestigua que durante el reinado de Mauricio en dos ocasiones fueron enviados a Italia funcionarios de Constantinopla para controlar las operaciones financieras del prefecto del pretorio en ejercicio. Según Cosentino, esto sería síntoma de una menor libertad de acción de los prefectos del pretorio y de una creciente tendencia a la centralización que caracterizaría posteriormente al periodo bizantino medio.
Es dudoso que la prefectura del pretorio de Italia todavía estuviera dividida en dos vicariatos en época bizantina; en cualquier caso, bajo el reino ostrogodo, la autoridad de los dos vicarii italianos habían disminuido enormemente en comparación con el siglo V; según el testimonio de Cassiodoro, en el siglo VI el vicarius urbis Romae no controlaba más las diez provincias de la Italia Suburbicaria sino sólo los territorios dentro de un radio de cuarenta millas de la Urbe. Después de 557, las fuentes ya no atestiguan la presencia de vicarii en Italia, pero en Epistolario Gregoriano se mencionan dos agentes vices del prefecto del pretorio de Italia, uno con sede en Génova y el otro en Roma, que se ocupaban de la gestión de finanzas; se puede suponer que, tras la conquista lombarda del 569, el vicario radicado en Milán se trasladó a Génova. Ciertamente el cambio de denominación de vicarii a agentes vices significó una ulterior pérdida de poder para estos funcionarios, ya no considerados titulares de la diócesis, sino más bien vicarios de una autoridad superior (el prefecto del pretorio de Italia); los dos agentes vices italianos ya no están atestiguados por fuentes posteriores a la primera mitad del siglo VII.
Los gobernadores civiles (Iudices Provinciarum) todavía gobernaron las provincias hasta al menos mediados del siglo VII, pero incluso en estos casos, su autoridad se vio socavada por la creciente importancia de los duces militares al mando de los ejércitos regionales. Por supuesto, el cargo de Iudex Provinciae, como se desprende del Epistolario Gregoriano, todavía tenía cierto prestigio, como lo confirman las pruebas de pagos ilegales de grandes sumas de dinero (sufragio) por parte de algunos aspirantes a gobernadores para obtener el cargo, señal de cuánto era codiciado. Además, nuevamente en el Epistolario Gregoriano, hay evidencia de gobernadores civiles con autoridad financiera (eran responsables de recaudar impuestos) o militar/judicial (todavía poseían la autoridad para castigar las revueltas militares), signo de que su autoridad no era insignificante. Sin embargo, los testimonios contemporáneos (siempre el epistolario del papa Gregorio) muestran cómo los duces en determinadas circunstancias se arrogaban las prerrogativas del Iudices provinciarum y por lo tanto también tenían una cierta autoridad civil: por ejemplo, el dux Sardiniae Teodoro impuso en 591 impuestos excesivos a la población isleña, lo que despertó las protestas del papa Gregorio I. La creciente importancia de los militares llevó, al final, a la desaparición de los Iudices Provinciarum hacia mediados del siglo VII: estos están atestiguados por última vez con certeza en las epístolas del papa Honorio I.
En Roma está atestiguado con certeza el cargo de praefectus urbi hasta finales del siglo VI (años 597-599). Juzgaba casos de apelación intra centesimum (dentro de cien millas de la ciudad), supervisaba las obras públicas en la ciudad yera caput senatus (presidente del senado romano).